# سيمنز

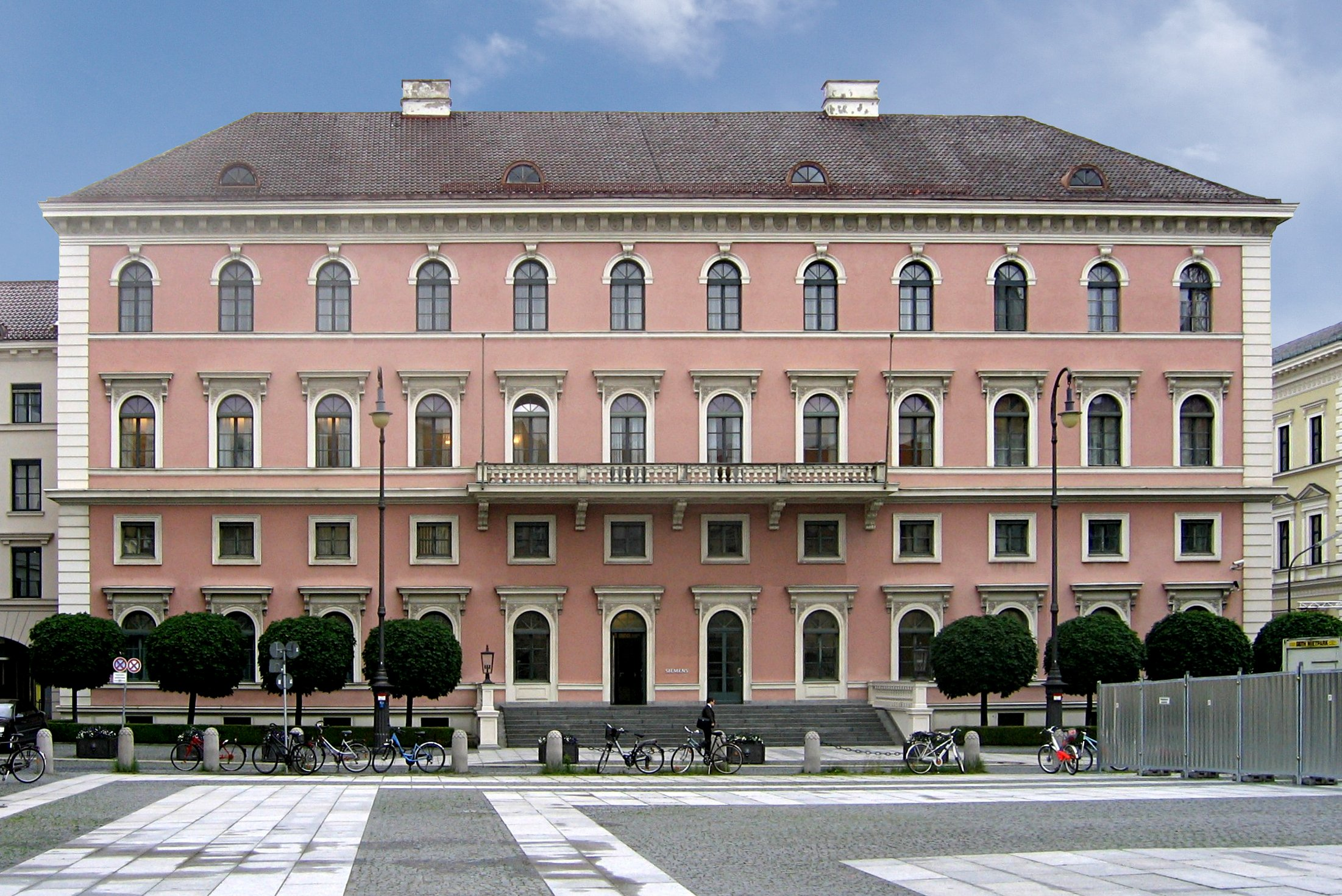
المقر الرئيسي في ميونيخ

سيمنز (تُلفظ بالألمانية: [ˈziːməns] أو [-mɛns])، شركة ألمانية متعددة الجنسيات مقرها في ميونيخ، أكبر شركة صناعية في أوروبا، ولها مكاتب فرعية في الخارج.
تعمل الشركة في العديد من المجالات مثل الصناعة، الطاقة، الرعاية الصحية، البنية التحتية. تعد الشركة صانعا بارزا لمعدات التشخيص الطبية وقسم الرعاية الصحية الطبية، الذي ينتج حوالي 12 في المئة من إجمالي مبيعات الشركة، هو ثاني أكثر وحداتها ربحية بعد قسم التشغيل الآلي. تعتبر الشركة أحد مكونات مؤشر بورصة أسهم يورو ستوكس 50، توظف شركة سيمنز والشركات التابعة لها ما يقرب من 385,000 شخص في جميع أنحاء العالم. في عام 2019، أبلغت شركة سيمنز عن إيرادات عالمية تبلغ حوالي 87 مليار يورو وفقا لإعلان أرباحها.
في عام 2005، تورطت شركة سيمنز في فضيحة رشوة في عدة بلدان. شملت الفضيحة، فضيحة الرشوة اليونانية لشركة سيمنز على صفقات بين سيمنز ومسؤولين حكوميين يونانيين خلال دورة الألعاب الأولمبية الصيفية لعام 2004. خضعت أنشطة سيمنز للتدقيق القانوني عندما أدت شكاوى من المدعين العامين في إيطاليا، ليختنشتاين وسويسرا إلى قيام السلطات الألمانية بفتح تحقيقات، تلاها تحقيق أمريكي في عام 2006 بشأن أنشطتها أثناء إدراجها في البورصات الأمريكية.
وجد المحققون أن رشوة المسؤولين للفوز بالعقود كانت إجراءات تشغيل قياسية. خلال تلك الفترة الزمنية، دفعت الشركة حوالي 1.3 مليار دولار رشاوى في العديد من البلدان واحتفظت بدفاتر منفصلة لإخفائها. جرت مفاوضات التسوية خلال معظم عام 2008 مع الإعلان عن شروط التسوية في ديسمبر 2008. دفعت الشركة إجمالي حوالي 1.6 مليار دولار، من بينهم 800 مليون دولار في كل من الولايات المتحدة وألمانيا.
كانت هذه أكبر غرامة رشوة في التاريخ، في ذلك الوقت. كما اضطرت الشركة أيضا إلى إنفاق مليار دولار على إنشاء وتمويل أنظمة امتثال داخلية جديدة. اعترفت شركة سيمنز بأنها مذنبة بانتهاك أحكام المحاسبة في قانون الممارسات الأجنبية الفاسدة، لم تقر الشركة الأم بالذنب بدفع رشاوى على الرغم من أن الشركات التابعة لها في بنغلاديش وفنزويلا فعلت ذلك.

## التاريخ

### من عام 1847 إلى عام 1901

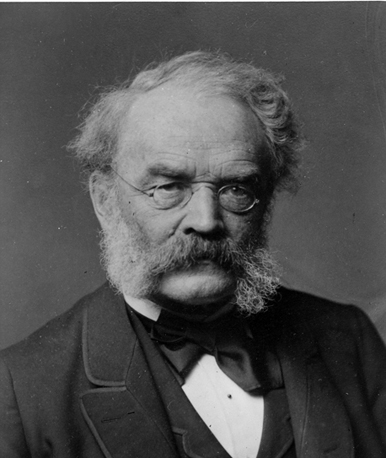
إيرنست فيرنر فون سيمنز، المؤسس المشارك لشركة سيمنز وهالسكي.

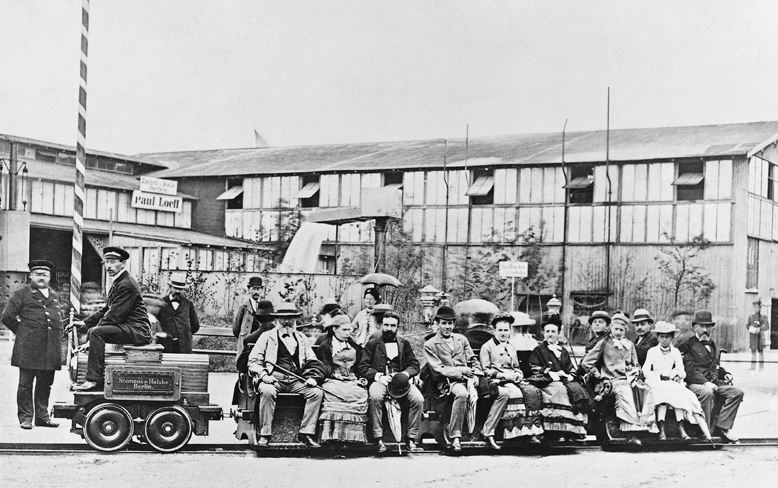
أول قاطرة كهربائية، تم بناؤها عام 1879 من قبل مؤسس الشركة إيرنست فيرنر فون سيمنز.

في 1 أكتوبر عام 1847، قام كل من إيرنست فيرنر فون سيمنز ويوهان جورج هالسك بتأسيس شركة سيمنز وهالسكي.
أول منتجاتهم كانت إبرة للإشارة إلى تسلسل الحروف لاستخدامها في إرسال التليغراف، بدلا من شفرة مورس. في 12 أكتوبر عام 1847، تم افتتاح الشركة، في ذلك الوقت كانت الشركة تسمى شركة سيمنز وهالسكي لبناء إبرة التلغراف.
في عام 1848، قامت الشركة ببناء أول خط تلغراف طويل المدى في أوروبا. 500 كم من برلين إلى فرانكفورت أم ماين. في عام 1850، بدأ الأخين الأصغر لسيمنز، كارل فيلهلم سيمنز، السير ويليام سيمنز، في تمثيل الشركة في لندن. في عام 1858، أصبح فرع لندن مكتبا فرعيا. في خمسينيات القرن التاسع عشر، شاركت الشركة في بناء شبكات تلغراف بعيدة المدى في روسيا. في عام 1855، تم افتتاح فرع شركة برئاسة، كارل هاينريش فون سيمنز، في سان بطرسبرج بروسيا. في عام 1867، أكملت شركة سيمنز خط التلغراف الهندي الأوروبي الضخم الذي يمتد لأكثر من 11,000 كم من لندن إلى كلكتا.
في عام 1867، وصف فيرنر فون سيمنز دينامو دائم بدون مغناطيس. اخترع أنيوس جيدليك و تشارلز ويتستون نظاما متشابها بشكل مستقل، لكن سيمنز أصبحت أول شركة تصنع مثل هذه الأجهزة. في عام 1881، تم استخدام مولد التيار المتردد من سيمنز الذي يتم تشغيله بواسطة طاحونة مائية لتشغيل أول إنارة شوارع بالكهرباء في العالم في مدينة جودالمينج بالمملكة المتحدة. استمرت الشركة في النمو والتنويع ما بين القطارات الكهربائية والمصابيح الكهربائية. في عام 1887، افتتحت سيمنز أول مكتب لها في اليابان. في عام 1890، تقاعد المؤسس وترك إدارة الشركة لأخيه كارل وأبنائه أرنولد وويلهلم.

### من عام 1901 إلى عام 1933

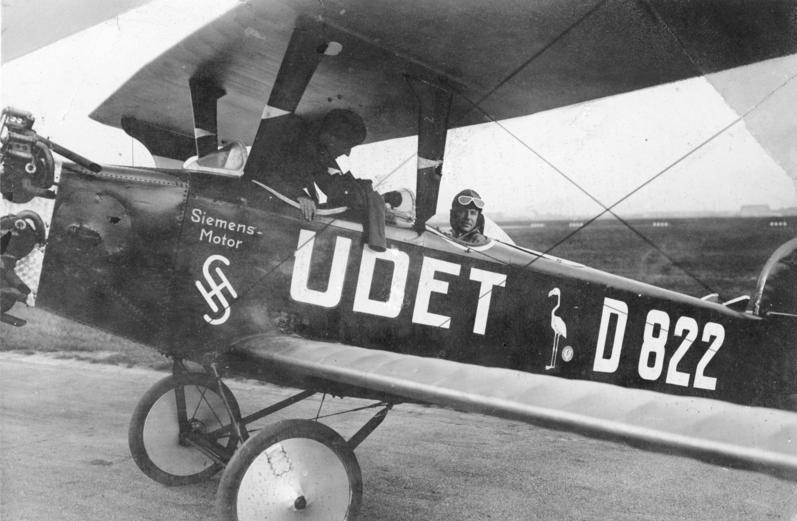
في عام 1926، خلال الحرب العالمية الأولى أعلنت الشركة عن تصميم وإنتاج الطائرات مثل طائرة يو دي إيه تي 0882.

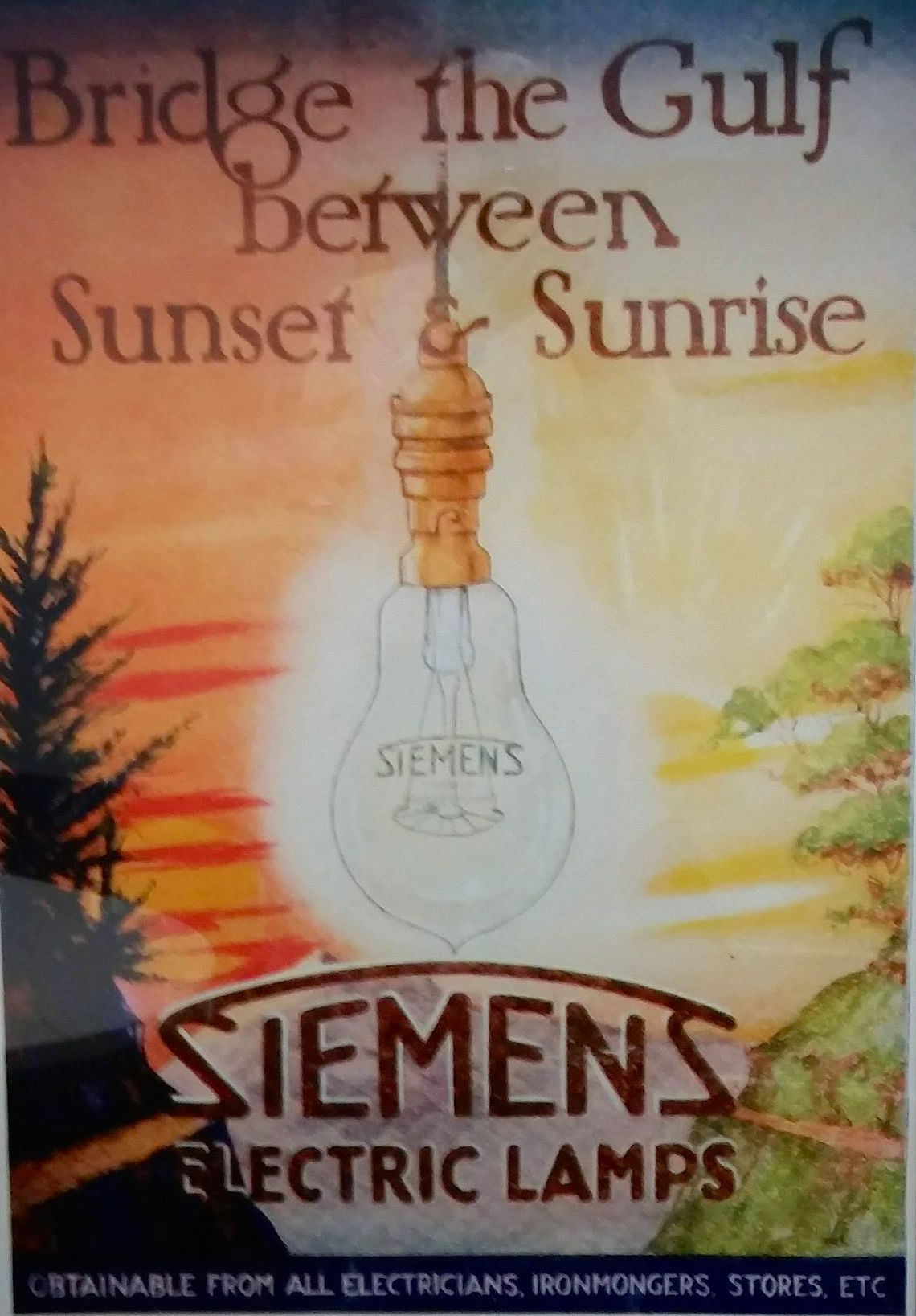
إعلان لمجموعة سيمنز البريطانية في عشرينات القرن الماضي.

تأسست شركة سيمنز وهالسكي في عام 1897، في عام 1903، دمجت أجزاء من أنشطتها مع شوكيرت وكو بنورمبرغ ليصبح جزء من الشركة باسم سيمنز وشوكيرت والجزء الأخر باسم سيمنز وهالسك، كان لدى الشركة 34,324 موظفا، كانت في الترتيب السابع من الإمبراطورية الألمانية من حيث عدد الموظفين.
في عام 1919، قامت شركة سيمنز وهالسك وشركتان أخريان بتأسيس شركة اوسرام لايتبالب لتصميم المصابيح الكهربية.
خلال عشرينيات وثلاثينيات القرن الماضي، بدأت شركة سيمنز وهالسك في تصنيع أجهزة الراديو وأجهزة التلفزيون والمجاهر الإلكترونية.
في عام 1932، اندمجت شركة رينيجر وشركة جيبرت وشال الموجودة في إرلانجن وشركة فينكس إيه جي الموجودة في رودولشتات وسيمنز الموجودة في برلين لتشكيل شركة سيمنز رينيجر ويركا إيه جي، ثالث الشركات الأم التي اندمجت في عام 1966 لتشكل اليوم شركة سيمنز إيه جي.
في عشرينيات القرن الماضي، أنشأت شركة سيمنز محطة أردناكروشا للطاقة المائية على نهر شانون في الدولة الأيرلندية الحرة آنذاك، كانت أول محطة في العالم للطاقة المائية. يتم تذكر الشركة لرغبتها في رفع أجور عمالها الذين يتقاضون رواتب منخفضة فقط ليتم نقضها من قبل الحكومة الأيرلندية.

### من عام 1933 إلى عام 1945

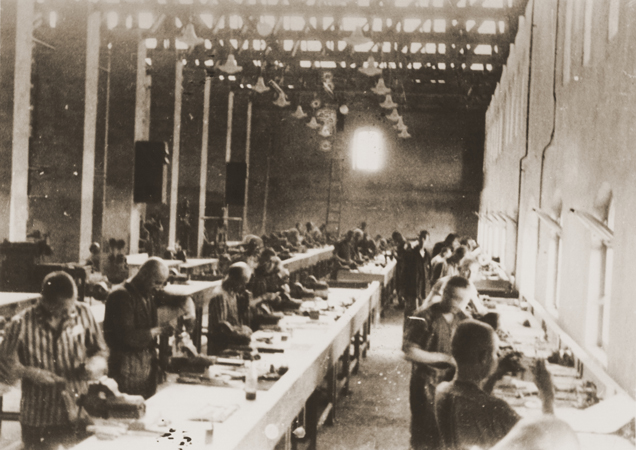
السجناء في عام 1944، أثناء عملهم في أحد مصانع شركة سيمنز التابع آنذاك لمعسكر أوشفيتز بيركينو.

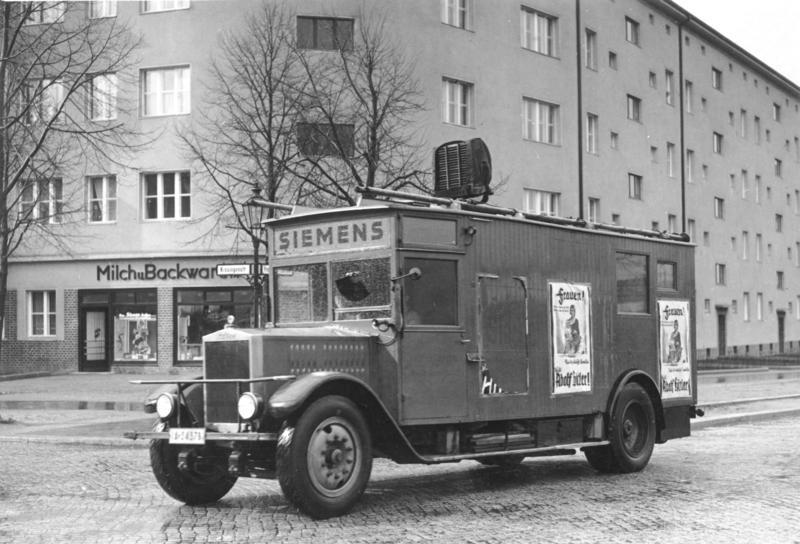
سيارة من إنتاج شركة سيمنز تعمل كسيارة دعاية للحملات النازية في عام 1932.

استغلت شركة سيمنز التي كانت في ذلك الوقت سيمنز شوكريت السخرة للأشخاص المرحلين في معسكرات الإبادة، حيث تمتلك الشركة مصنعا في معسكر أوشفيتز بيركينو.
خلال السنوات الأخيرة من الحرب العالمية الثانية، دمرت غارات الحلفاء الجوية العديد من المصانع في برلين وغيرها من المدن الكبرى. لمنع المزيد من الخسائر، تم نقل التصنيع إلى أماكن ومناطق بديلة لم تتأثر بالحرب الجوية. كان الهدف هو تأمين الإنتاج المستمر للسلع اليومية التي لها صلة بالحرب. وفقا للسجلات، كانت شركة سيمنز تمتلك ما يقرب من 400 مصنع بديل أو تم نقله في نهاية عام 1944 وأوائل عام 1945.
في عام 1972، رفعت شركة سيمنز دعوى قضائية ضد الساخر الألماني إف سي ديليوس لكتابة الساخر من الشركة، قد تقرر أن الكثير من الكتاب يحتوي على ادعاءات كاذبة على الرغم من أن المحاكمة نفسها نشرت تاريخ شركة سيمنز في ألمانيا النازية. زودت الشركة أجزاء كهربائية لمعسكرات الاعتقال النازية ومعسكرات الموت. كانت ظروف العمل في المصانع سيئة، حيث كان سوء التغذية والموت شائعا. أيضا، أظهرت المنحة أن مصانع المخيم قد تم إنشاؤها وإدارتها وتزويدها من قبل قوات الأمن الخاصة، بالتعاون مع مسؤولي الشركة، وأحيانا مسؤولين رفيعي المستوى.
مع ذلك، ينسب إلى رجل الأعمال جون رابي في شركة سيمنز وعضو الحزب النازي الفضل في إنقاذ أرواح العديد من الصينيين خلال مذبحة نانجنغ. قام في وقت لاحق بجولة في ألمانيا وإلقاء محاضرة عن الفظائع التي ارتكبتها القوات اليابانية في نانجينغ.

### من عام 1945 إلى عام 2001

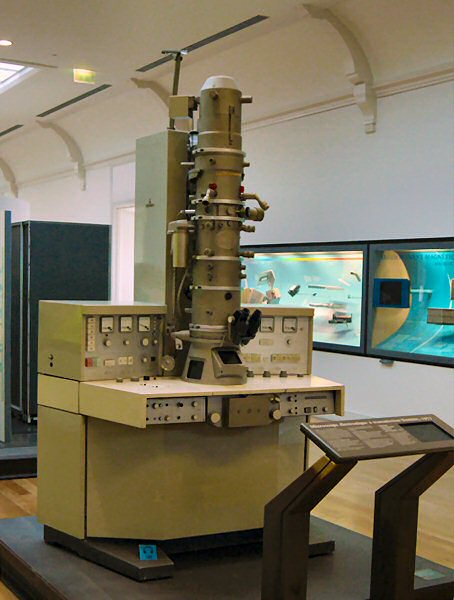
مجهر إلكتروني من تصميم شركة سيمنز في عام 1973. المجهر معروض حاليا في متحف الفنون والحرف في باريس.

في خمسينيات من القرن الماضي، بدأت شركة سيمنز وهالسكي، من قاعدتها الجديدة في بافاريا، في تصنيع أجهزة الحاسوب وأجهزة أشباه الموصلات والغسالات وأجهزة تنظيم ضربات القلب. في عام 1969، شكلت شركة سيمنز اتحاد كرافتويرك مع شركة الكهرباء العامة الألمانية من خلال تجميع أعمال الطاقة النووية الخاصة بهم.
تم إنتاج أول مقسم هاتف رقمي للشركة في عام 1980. في عام 1988، استحوذت شركة سيمنز و جينيرال إلكتريك- جي إيه سي على شركة بليسي للدفاع والتكنولوجيا في المملكة المتحدة. تم تقسيم ممتلكات بليسي، استحوذت شركة سيمنز على إلكترونيات الطيران والرادار وأعمال التحكم في حركة المرور مثل سيمنز بليسي.
في عام 1985، اشترت شركة سيمنز حصة أليس هالمرز في شركة سيمنز أليس التي تأسست عام 1978 والتي زودت معدات التحكم الكهربائية. تم دمجها في قسم الطاقة والتشغيل الآلي في سيمنز.
في عام 1987، أعادت شركة سيمنز دمج اتحاد كرافتويرك، الوحدة المشرفة على أعمال الطاقة النووية.
في عام 1989، اشترت شركة سيمنز أعمال الطاقة الشمسية الكهروضوئية، بما في ذلك 3 مصانع للوحدات الشمسية، من شركة آركو سولار الرائدة في الصناعة، المملوكة لشركة النفط آركو.
في عام 1991، استحوذت شركة سيمنز على شركة نيكسدورف للكمبيوتر وأعادت تسميتها باسم سيمنز نيكسدورف للنظم والمعلومات، من أجل إنتاج أجهزة الكمبيوتر الشخصية.
في أكتوبر 1991، استحوذت شركة سيمنز على قسم الأنظمة الصناعية في شركة تكساس إنسترومنتس، مقرها في مدينة جونسون بولاية تينيسي. بدأ القسم العمل تحت اسم شركة سيمنز للتشغيل الآلي. لاحقا تم دمج القسم ليصبح اسم الشركة شركة سيمنز للطاقة والتشغيل الألي.
في عام 1992، اشترت شركة سيمنز نصف رولم الخاص بشركة آي بي إم ، كانت قد اشترت النصف السابق قبل خمس سنوات، مما أدى إلى إنشاء شركة سيمنز رولم للاتصالات. لتعرف في تسعينات القرن الماضي باسم شركة سيمنز للإتصالات.
في الفترة ما بين عامي 1993-1994، تم بناء قطارات كهربائية سيمنز C651 لنظام النقل الجماعي السريع في النمسا.
في عام 1997، وافقت شركة سيمنز على بيع الذراع الدفاعية لشركة سيمنز أليس إلى شركة بريتش ايروسبيس وشركة طيران ألمانية. استحوذت شركة بريتيش ايروسبيس على الانقسامات البريطانية والألمانية للعملية على التوالي.
في أكتوبر 1997، تم تأسيس شركة سيمنز للخدمات المالية لتكون بمثابة مركز كفاءة لقضايا التمويل وكمدير للمخاطر المالية داخل شركة سيمنز.
في عام 1998، استحوذت شركة سيمنز على شركة ويستينغهاوس لتوليد الطاقة مقابل أكثر من 1.5 مليار دولار من شركة سي بي إس، نقلت تلك الصفقة شركة سيمنز من المركز الثالث إلى الثاني في سوق توليد الطاقة العالمي.
في عام 1999، تم تحويل خطوط إنتاج أشباه الموصلات الخاصة بشركة سيمنز إلى شركة جديدة تسمى إنفينيون للتقنيات. تم تحويل عملياتها الخاصة بالمكونات الكهروميكانيكية إلى شركة مستقلة قانونا تسمى سيمنز للمكونات الكهروميكانيكية. التي تم بيعها في وقت لاحق من ذلك العام لشركة تايكو الدولية المحدودة مقابل 1.1 مليار دولار تقريبا. في نفس العام، أصبحت شركة سيمنز نيكسدورف للنظم والمعلومات جزءا من فوجيتسو سيمينز كومبيوترز، مع مجموعة التكنولوجيا المصرفية للخدمات المصرفية للأفراد التي أصبحت وينكور نيكسدورف.
في عام 2000، تم الاستحواذ على شركة الأنظمة الطبية المشتركة من قبل مجموعة سيمنز الهندسة الطبية، لتصبح في النهاية جزءا من شركة سيمنز للحلول الطبية.
أيضا في عام 2000، استحوذت شركة سيمنز على شركة أتيكس مانسمان. في أبريل عام 2001، أعلنت المجموعة الانتهاء من البيع بنسبة 50 في المئة من الأسهم المكتسبة والاستحواذ، اندمجت شركة مانسمان فيدو إيه جي مع شركة سيمنز للسيارات لتشكل سيمنز فيدو للسيارات وأنظمة اتيكس مانسمان ديماتيك المدمجة في شركة سيمنز للإنتاج واللوجستيات لتعرف بعد ذلك باسم سيمنز ديماتيك إيه جي، اندمجت شركة مانسمان ديماج ديلافال في قسم توليد الطاقة أيضا في شركة سيمنز إيه جي. تم شراء أجزاء أخرى من الشركة من قبل روبرت بوش في نفس الوقت. كما تم شراء شركة مور لمنتجات سبرينج هاوس بواسطة سيمنز للطاقة والتشغيل الآلي.

### من عام 2001 إلى عام 2005

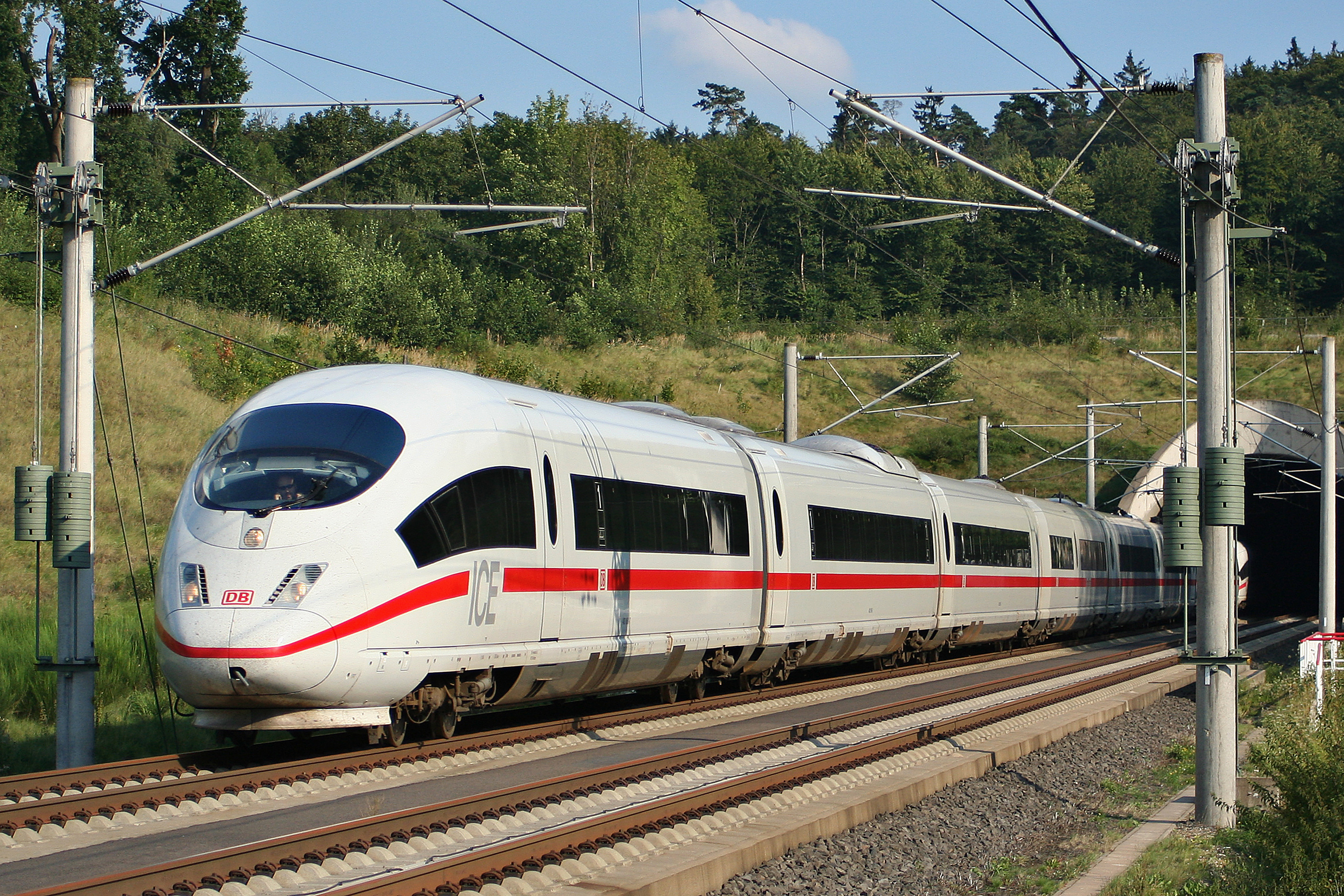
قطتر سريع من تصميم وإنتاج شركة سيمنز موديل فيلارو يعمل على خط وكولونيا فرانكفورت للقطارات السريعة

في عام 2001، تم دمج مجموعة كيمتك البرازيلية في مجموعة سيمنز، لتوفر تحسين العمليات الصناعية والاستشارات والخدمات الهندسية الأخرى.
أيضا في عام 2001، شكلت شركة سيمنز مشروعا مشتركا لإنشاء شركة مفاعل نووي، فرام أتوم، بالتعاون مع شركة آرافا سي إيه الفرنسية من خلال دمج الكثير من الأعمال النووية للشركات.
في عام 2002، باعت شركة سيمنز بعض أنشطتها التجارية لشركة كولبرج كرافيس روبرتس، مع تضمين أعمال القياس في حزمة البيع.
في عام 2002، تخلت شركة سيمنز عن صناعة الطاقة الشمسية الكهروضوئية ببيع أسهمها في شركة مشتركة، تم تأسيسها في عام 2001 مع رويال داتش شل وأي.أون، لصالح شركة رويال داتش شل.
في عام 2003، استحوذت شركة سيمنز على قسم التدفق في دانفوس ودمجه في قسم التشغيل الآلي والمحركات. في نفس العام، حصلت شركة سيمنز على برنامج اندكس لتنظيم وعرض البيانات في الوقت الفعلي. في نفس العام، أعادت شركة سيمنز فتح مكتبها في كابول، وتم الاتفاق على شراء توربينات ألستوم الصناعية، شركة تصنيع توربينات الغاز الصغيرة والمتوسطة والصناعية مقابل 1.1 مليار يورو. في 11 فبراير 2003، خططت شركة سيمنز لتقليص العمر الافتراضي للهواتف من خلال طرح خطوط اكسليبرا السنوية، مع إطلاق أجهزة جديدة كمجموعات الربيع والصيف والخريف والشتاء. في 6 مارس 2003، افتتحت الشركة مكتبا في سان خوسيه. في 7 مارس 2003، أعلنت الشركة أنها تخطط للاستحواذ على 10 في المائة من سوق الهواتف المحمولة في الصين. في 18 مارس 2003، كشفت الشركة النقاب عن أحدث هواتفها في سلسلة هواتف الموضة اكسليبرا.
في عام 2004، تم الاستحواذ على شركة طاقة الرياح بونس انرجي في براندي بالدنمارك، لتشكل قسم سيمنز لطاقة الرياح. أيضا في عام 2004، استثمرت شركة سيمنز في داسان نتوركس بكوريا الجنوبية، معدات شبكة النطاق العريض وحصلت على حوالي 40 في المئة من الأسهم، قامت نوكيا سيمنز بسحب استثماراتها في عام 2008. في نفس العام، استحوذت شركة سيمنز على شركة فوتو سكان بالمملكة المتحدة و شركة يو إس فيلتر لمعالجة المياه ومياه الصرف الصحي، من شركة فيوليا، كما تم الحصول على شركتي شانتري نتوركس وهنتسفيل للإلكترونيات من قبل كرايزلر.
في عام 2005، باعت شركة سيمنز أعمال تصنيع الأجهزة المحمولة من سيمنز إلى بينوك، لتأسيس قسم بينوك سيمنز. أيضا في نفس العام، استحوذت شركة سيمنز على شركة فليندر القابضة التي تعمل في التروس ومحركات الأقراص الصناعية في ألمانيا. بالإضافة إلى شركة بيواتور إيه بي لأنظمة أمان المباني وشركة ويلابراتور للتحكم في تلوث الهواء في محطات الطاقة الصناعية، شركة إيه إن لطاقة الرياح، شركة شينيكتادي لتقنيات الطاقة بالولايات المتحدة الأمريكية، برنامج وتدريب صناعة الطاقة، شركة سي تي إل للتصوير المقطعي بالإصدار البوزيتروني وأنظمة التصوير الجزيئي، وغيرها من الصناعة وإدارة الأصول.

### بعد عام 2005 وفضيحة الرشوة
في عام 2005، فتحت ألمانيا تحقيقات في ممارسات شركة سيمنز التجارية في جميع أنحاء العالم، بناء على طلبات من المدعين العامين في إيطاليا وليختنشتاين وسويسرا، انضم المحققون الأمريكيون في عام 2006، لم يصل خبر الانتهاكات إلى المحققون الأمريكيون إلا منذ عام 2001، عندما بدأت شركة سيمنز ببيع أسهم في بورصة أمريكية. وجد المحققون أن رشوة المسؤولين للفوز بالعقود كانت إجراءات تشغيل قياسية. خلال تلك الفترة الزمنية، دفعت الشركة حوالي 1.3 مليار دولار على شكل رشاوى في العديد من البلدان واحتفظت بدفاتر منفصلة لإخفائها.
كان من المتوقع أن تصل الغرامات إلى 5 مليارات دولار مع بدء التحقيق. جرت مفاوضات التسوية خلال معظم عام 2008 وعندما تم الإعلان عنها في شهر ديسمبر من نفس العام، كانت الغرامات أقل من 5 مليارات دولار بكثير وأيضا مدفوعة جزئيا بتعاون شركة سيمنز، جزءا بسبب التغيير الوشيك في الإدارات الأمريكية، جزءا من خلال اعتماد الجيش الأمريكي على شركة سيمنز كمقاول. كانت إدارة أوباما على وشك أن تتسلم زمام الأمور من إدارة بوش.
دفعت الشركة حوالي 1.6 مليار دولار، منها 800 مليون دولار في كل من الولايات المتحدة وألمانيا. كانت هذه أكبر غرامة رشوة في التاريخ، في ذلك الوقت. تضمنت الأموال المدفوعة لألمانيا غرامة قدرها 270 مليون دولار تم دفعها في العام السابق وتتعلق أيضا بالرشاوى في نيجيريا. تضمنت الدفعة الأمريكية 450 مليون دولار من الغرامات والعقوبات ومصادرة 350 مليون دولار من الأرباح.
كما اضطرت الشركة أيضا إلى إنفاق مليار دولار على إنشاء وتمويل أنظمة امتثال داخلية جديدة. اعترفت شركة سيمنز بأنها مذنبة بانتهاك أحكام المحاسبة في قانون الممارسات الأجنبية الفاسدة، لم تقر الشركة الأم بالذنب في دفع رشاوى على الرغم من أن الشركات التابعة لها في بنغلاديش وفنزويلا فعلت ذلك، هذا الإقرار بالذنب كان سيمنع شركة سيمنز من التعاقد مع حكومة الولايات المتحدة. عندما بدأت الفضيحة في الانهيار، قامت شركة سيمنز بطرد رئيسها ومديرها التنفيذي هاينريش فون بيرير، عينت أول رئيس تنفيذي غير ألماني، بيتر لوشر. كما عينت محاميا أمريكيا، بيتر سولمسن، كمدير مستقل لمجلس إدارتها، مسؤول عن الامتثال، قبلت الإشراف على ثيو وايجل، وزير المالية الألماني السابق، باعتباره مراقب الامتثال. استلزم إصلاح الامتثال في النهاية بتعيين حوالي 500 موظف امتثال بدوام كامل في جميع أنحاء العالم. قامت شركة سيمنز أيضا بسن سلسلة من سياسات الامتثال الجديدة لمكافحة الفساد، بما في ذلك كتيب جديد لمكافحة الفساد، أدوات قائمة على الويب للعناية الواجبة والامتثال، قناة اتصالات سرية للموظفين للإبلاغ عن ممارسات الأعمال غير النظامية، لجنة تأديبية للشركات لفرض التدابير التأديبية المناسبة لسوء السلوك المثبت.
كانت ثقافة الرشوة قديمة في سيمنز، أدت إلى فضيحة في اليابان عام 1914، بسبب الرشاوى التي دفعتها كل من شركة سيمنز وفيكرز للسلطات البحرية اليابانية للفوز بعقود بناء السفن.
نمت ثقافة الرشوة بشكل أكبر داخل شركة سيمنز بعد الحرب العالمية الثانية حيث حاولت شركة سيمنز إعادة بناء أعمالها من خلال التنافس في العالم النامي، حيث تنتشر الرشوة.
في عام 1999 في ألمانيا، كانت الرشاوى عبارة عن نفقات تجارية معفاة من الضرائب، ولم تكن هناك عقوبات على رشوة المسؤولين الأجانب. في عام 1999، دخلت اتفاقية منظمة التعاون الاقتصادي والتنمية لمكافحة الرشوة حيز التنفيذ، التي كانت ألمانيا طرفا فيها، وبدأت شركة سيمنز في استخدام حسابات خارجية ووسائل أخرى لإخفاء رشوها.
عندما فتح التحقيق قام مدير تنفيذي متوسط المستوى في وحدة الاتصالات السلكية واللاسلكية، بتحديد رينهارد سلكاشيك كعامل رئيسي في هذه الرشاوي، استقال سلكاشيك من شركة سيمنز في عام 2005 بعد أن طلبت منه الشركة التوقيع على وثيقة تفيد بأنه اتبع القانون وسياسة الشركة، وقام بتحويل أدلة الدولة وقاد المحققين إلى الوثائق التي حفظها وإلى وثائق أخرى. كان يسيطر على ميزانية الرشوة العالمية السنوية من 40 إلى 50 مليون دولار. كانت الطريقة المعتادة للرشوة هي دفع أجور المطلعين المحليين بصفتهم مقاولين يقومون بدورهم بتمرير الأموال إلى المسؤولين الحكوميين، كجزء من التسوية، كشفت شركة سيمنز أن لديها 2700 مقاول في جميع أنحاء العالم. كانت الرشاوى بشكل عام حوالي 5 في المئة من قيمة العقد ولكن في الدول الفاسدة للغاية يمكن أن تصل إلى 40 في المئة. قد دفعت أعلى الرشاوى في الأرجنتين وإسرائيل وفنزويلا والصين ونيجيريا وروسيا.
من أمثلة الرشوة التي وجدها التحقيق
- 40 مليون دولار من الرشاوى في الأرجنتين للفوز بعقد قيمته مليار دولار لصنع بطاقات هوية وطنية.
- 20 مليون دولار في إسرائيل لعقد لبناء محطات كهرباء.
- 16 مليون دولار في فنزويلا لخطوط السكك الحديدية الحضرية.
- 14 مليون دولار في الصين لمعدات طبية.
- 12.7 مليون دولار من المدفوعات في نيجيريا.
- 5 مليون دولار في بنغلاديش للهواتف المحمولة.
- 1.7 مليون دولار في العراق لصدام حسين وآخرين.

أدى التحقيق مباشرة إلى العديد من الملاحقات القضائية، أدى إلى تسويات مع حكومات أخرى ومحاكمة موظفي سيمنز ومتلقي الرشوة في بلدان مختلفة.
في مايو 2007، أدانت محكمة ألمانية اثنين من المديرين التنفيذيين السابقين بدفع ما يقرب من 6 ملايين يورو كرشاوى من 1999 إلى 2002 لمساعدة شركة سيمنز في الفوز بعقود توريد توربينات الغاز الطبيعي مع شركة إنل الإيطالية للطاقة. قدرت قيمة العقود بنحو 450 مليون يورو وتم تغريم شركة سيمنز 38 مليون يورو.
في يوليو 2009، قامت شركة سيمنز بتسوية مزاعم الاحتيال من قبل شركة تابعة لها في روسيا في مشروع النقل الجماعي الممول من البنك الدولي في موسكو من خلال الموافقة على عدم تقديم عطاءات على مشروعات البنك الدولي لمدة عامين، عدم السماح للشركة التابعة الروسية بالقيام بأي عمل ممول من البنك الدولي لصالح الشركة لمدة أربع سنوات، إنشاء صندوق بقيمة 100 مليون دولار في البنك الدولي لتمويل أنشطة مكافحة الفساد على مدى 15 عاما، التي كان للبنك الدولي حق النقض والتدقيق، أصبح هذا الصندوق مبادرة من شركة سيمنز لتظهر نزاهتها. تم سداد الدفعات الأولى من الأموال في عام 2010 في شريحة قدرها 40 مليون دولار. تم تمويل مجموعة ثانية من المشاريع في عام 2014 بإجمالي 30 مليون دولار.
دفعت شركة سيمنز مليار يورو للحكومة النيجيرية في عام 2010.
في عام 2012، حسمت الحكومة اليونانية فضيحة الرشوة اليونانية مقابل 330 مليون يورو. بدأت محاكمة المتهمين بالتورط في الفضيحة في 24 فبراير 2017. مجموع المتهمين 64 شخص، يونانيون وألمان. ومع ذلك، فإن الشخصية المركزية في الفضيحة، الرئيس التنفيذي السابق لشركة سيمنز في اليونان مايكل كريستوفوراكوس، الذي لم تصدر بحقه أوامر اعتقال أوروبية من المرجح أن يكون غائبا، حيث ترفض ألمانيا تسليمه حتى يومنا هذا. اعتقل في البداية في ألمانيا في عام 2009، تم إسقاط التهم الموجهة إليه من قبل المحاكم الألمانية، منذ ذلك الحين يعيش حرا في ألمانيا. وتطالب اليونان بتسليمه منذ عام 2009، وتعتبره هاربا من العدالة.
في عام 2014، أقر أندريس تروبيل، المدير التنفيذي السابق لشركة سيمنز، بأنه مذنب بتحويل ما يقرب من 100 مليون دولار في شكل رشاوى لمسؤولين في الحكومة الأرجنتينية للفوز بمشروع بطاقة الهوية لشركة سيمنز.
في عام 2014، أصدر المدعون الإسرائيليون مرسوما يقضي بضرورة دفع شركة سيمنز 42.7 مليون دولار غرامة وتعيين مفتش خارجي للإشراف على أعمالها في إسرائيل مقابل إسقاط المدعين العامين اتهامات الاحتيال في الأوراق المالية. وفقا للائحة الاتهام، دفعت شركة سيمنز بشكل منهجي رشاوى للمديرين التنفيذيين في شركة الكهرباء الإسرائيلية حتى يستغلوا مناصبهم من أجل خدمة مصالح شركة سيمنز وتعزيزها.

### من عام 2006 إلى عام 2011

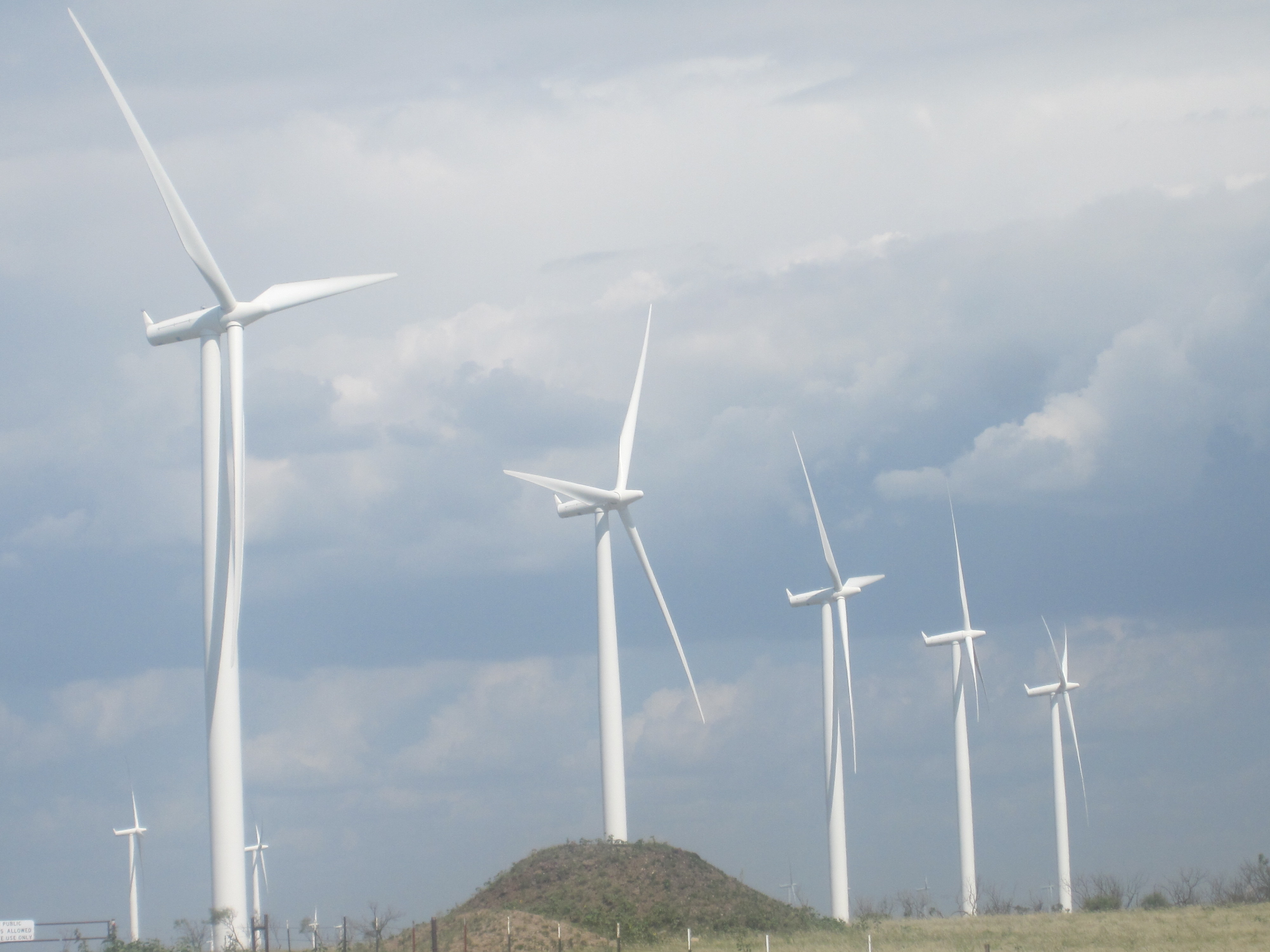
توربينات توليد الرياح من تصميم وإنتاج شركة سيمنز

في عام 2006، اشترت شركة تشخيصات سيمنز باير التي تم دمجها في قسم تشخيص الحلول الطبية في 1 يناير 2007، أيضا في عام 2006، استحوذت شركة سيمنز على كونترولوترون أجهزة قياس التدفق فوق الصوتي بنيويورك. في نفس العام حصلت شركة سيمنز على شركة كادون للخدمات الكهروميكانيكية للمنتجات التشخيصية.
في يناير 2007، تم تغريم شركة سيمنز بمبلغ 396 مليون يورو من قبل المفوضية الأوروبية لتثبيت الأسعار في أسواق الكهرباء في الاتحاد الأوروبي من خلال كارتل يضم 11 شركة، بما في ذلك إيه بي بي، ألستوم، فوجي الكتريك، هيتاشي اليابانية، ميتسوبيشي إلكتريك، شنايدر، آرافا، توشيبا و في إيه تاك، بين عامي 1988 و 2004، قامت الشركات بتزوير العطاءات الخاصة بعقود الشراء والأسعار الثابتة وخصصت المشاريع لبعضها البعض وتقاسمت الأسواق وتبادل المعلومات التجارية المهمة والسرية. تم منح شركة سيمنز أعلى غرامة قدرها 396 مليون يورو، أي أكثر من نصف المجموع، لدورها القيادي المزعوم في النشاط.
أيضا في عام 2007، استحوذت شركة سيمنز على فاي إنجديسي للتشغيل الآلي بالأرجنتين و UGS Corp، وديد بيرينغ وسيديكو بكيبيك في كندا، وجمعية بحوث النظم والخدمات الصحية بألمانيا.
في يوليو 2008، شكلت شركة سيمنز مشروعا مشتركا لأعمال مؤسسة الاتصالات مع مجموعة جورز، التي أعيدت تسميتها إلى يونفي في عام 2013. تمتلك مجموعة جورز حصة أغلبية تبلغ 51 في المئة، بينما تمتلك سيمنز حصة أقلية تبلغ 49 في المئة.
في أغسطس 2008، استثمرت شركة سيمنز فينتشرز مبلغ 15 مليون دولار في شركة وادي عربة للطاقة. في بيان صحفي نشر في ذلك الشهر، قال بيتر لوشر، الرئيس والمدير التنفيذي لشركة سيمنز إيه جي أن هذا الاستثمار هو خطوة تبعية أخرى في تعزيز تقنياتنا الخضراء والمستدامة. تمتلك شركة سيمنز الآن حصة 40 في المئة في الشركة.
في يناير 2009، باعت شركة سيمنز حصتها البالغة 34 في المئة في فراماتومي، شاكية من نفوذها الإداري المحدود. في مارس، شكلت تحالفا مع روساتوم الروسية للانخراط في أنشطة الطاقة النووية.
في مارس 2007، تم اعتقال عضو مجلس إدارة شركة سيمنز مؤقتا لاتهامه بتمويل جمعية عمالية صديقة للأعمال بشكل غير قانوني والتي تتنافس ضد اتحاد IG Metall. أطلق سراحه بكفالة. تم تفتيش مكاتب نقابة العمال وشركة سيمنز. تنفي شركة سيمنز ارتكاب أي مخالفة. في أبريل عام 2007، اندمجت أقسام الشبكات الثابتة وشبكات الهاتف المحمول وخدمات النقل في سيمنز مع مجموعة أعمال الشبكة التابعة لنوكيا في مشروع مشترك بنسبة 50 إلى 50، مما أدى إلى إنشاء شركة شبكات ثابتة ومتحركة تسمى شبكات نوكيا سيمنز. أجلت نوكيا الاندماج بسبب تحقيقات رشوة ضد شركة سيمنز. في أكتوبر عام 2007، وجدت محكمة في ميونيخ أن الشركة قدمت رشوة لمسؤولين عموميين في ليبيا وروسيا ونيجيريا مقابل منح العقود، كان يوجد أربعة من وزراء الاتصالات النيجيريين السابقين من بين أولئك الذين تم تسميتهم على أنهم متلقون للمدفوعات. اعترفت الشركة بدفع الرشاوى ووافقت على دفع غرامة قدرها 201 مليون يورو. في ديسمبر 2007، ألغت الحكومة النيجيرية عقدا مع شركة سيمنز بسبب نتائج الرشوة.
في أبريل عام 2009، أصبحت شركة فوجيتسو سيمنز للكمبيوتر تسمى فوجيتسو لحلول التكنولوجيا نتيجة شراء فوجيتسو لحصة سيمنز في الشركة.
في يونيو 2009، انتشرت الأخبار بأن شركة نوكيا سيمنز قد زودت شركة الاتصالات الإيرانية بمعدات اتصالات تتضمن القدرة على اعتراض ومراقبة الاتصالات، هي منشأة تعرف باسم الاعتراض القانوني. يعتقد أن المعدات قد استخدمت في قمع احتجاجات الانتخابات الإيرانية عام 2009، مما أدى إلى انتقاد الشركة من قبل البرلمان الأوروبي. قامت شركة نوكيا سيمنز فيما بعد بتجريد أعمال مراقبة المكالمات الخاصة بها، وخفضت أنشطتها في إيران.
في أكتوبر 2009، وقعت شركة سيمنز عقدا بقيمة 418 مليون دولار لشراء أنظمة سوليل سولار، هي شركة إسرائيلية تعمل في مجال الطاقة الحرارية الشمسية.
في ديسمبر 2010، وافقت شركة سيمنز على بيع شركة حلول وخدمات تكنولوجيا المعلومات التابعة لها مقابل 850 مليون يورو لشركة أتوس. كجزء من الصفقة، وافقت شركة سيمنز على الحصول على حصة بنسبة 15 في المئة في شركة أتوس الموسعة، التي ستحتفظ بها لمدة خمس سنوات على الأقل. بالإضافة إلى ذلك، أبرمت شركة سيمنز عقدا للاستعانة بمصادر خارجية مدته سبع سنوات بقيمة 5.5 مليار يورو، ستقدم بموجبه شركة أتوس خدمات مدارة ومتكاملة الأنظمة لشركة سيمنز.

### منذ عام 2011 حتى الوقت الحاضر
في أغسطس 2013، استحوذت نوكيا على 100 في المئة من شركة شبكات نوكيا سيمنز، مع شراء شركة سيمنز إيه جي، منهية دور شركة سيمنز في الاتصالات.
في أغسطس 2013، فازت شركة سيمنز بعقد بقيمة 966.8 مليون دولار لمكونات محطات الطاقة من شركة النفط السعودية أرامكو، هو أكبر عرض تتلقاه على الإطلاق من الشركة السعودية.
في عام 2014، أعلنت شركة سيمنز عن خطط لبناء منشأة بقيمة 264 مليون دولار لتصنيع توربينات الرياح البحرية في باول بإنجلترا، مع التوسع السريع في طاقة الرياح في بريطانيا. اختارت شركة سيمنز منطقة هال على الساحل الشرقي لإنجلترا بسبب قربها من المشاريع البحرية الكبيرة الأخرى المخطط لها في السنوات القادمة. من المتوقع أن يبدأ المصنع الجديد في إنتاج ريش التوربينات الدوارة في عام 2016. سيشغل المصنع ومركز الخدمة المرتبط به في جرين بورت القريب حوالي 1000 عامل.
```
تستخدم المرافق سوق 
المملكة المتحدة
، حيث نمت الكهرباء التي يولدها كبار منتجي الطاقة من الرياح بنحو 38 في المئة في عام 2013، تمثل حوالي 6 في المئة من إجمالي الكهرباء، وفقا للأرقام الحكومية. هناك أيضا خطط لزيادة قدرة توليد الرياح في بريطانيا ثلاثة أضعاف على الأقل بحلول عام 2020، إلى 14 
جيجاوات
.
[
153
]
[
154
]
[
155
]
```

في مارس 2011، تقرر إدراج اوسرام في سوق الأسهم في الخريف، لكن الرئيس التنفيذي لشركة بيتر لوشر قال إن شركة سيمنز تنوي الاحتفاظ باهتمام طويل الأجل بالشركة، التي كانت بالفعل مستقلة عن وجهات النظر التكنولوجية والإدارية.
في سبتمبر 2011، أعلنت شركة سيمنز، التي كانت مسؤولة عن بناء جميع محطات الطاقة النووية الموجودة في ألمانيا وعددها 17، أنها ستخرج من القطاع النووي بعد كارثة فوكوشيما والتغييرات اللاحقة في سياسة الطاقة الألمانية. دعم الرئيس التنفيذي بيتر لوشر انتقال الطاقة إلى تقنيات الطاقة المتجددة، المخطط لها من قبل الحكومة الألمانية، واصفا إياه بأنه مشروع القرن وقال إن هدف برلين للوصول إلى 35 في المئة من مصادر الطاقة المتجددة بحلول عام 2020 كان ممكنا.
في نوفمبر 2012، استحوذت شركة سيمنز على قسم السكك الحديدية في إنفينسيس مقابل 1.7 مليار جنيه إسترليني. في نفس الشهر، استحوذت شركة سيمنز على شركة LMS International NV الخاصة.
في مايو 2014، وافقت شركة رولزرويس على بيع توربينات الغاز وطاقة الضواغط لشركة سيمنز مقابل مليار جنيه إسترليني.
في يونيو 2014، أعلنت شركتا سيمنز وميتسوبيشي للصناعات الثقيلة عن تشكيل مشاريع مشتركة لتقديم عطاءات لأعمال الطاقة والنقل المتعثرة لشركة الستوم في القاطرات والتوربينات البخارية ومحركات الطائرات. تعرضت شركة جنرال إلكتريك المنافسة لانتقادات من مصادر حكومية فرنسية، حيث اعتبرت عمليات استومل مصلحة وطنية حيوية في وقت تجاوز فيه مستوى البطالة الفرنسية نسبة 10 في المئة ويتجه بعض الناخبين نحو اليمين المتطرف.
في عام 2015، استحوذت شركة سيمنز على شركة دريسر راند الأمريكية لتصنيع معدات حقول النفط مقابل 7.6 مليار دولار.
في نوفمبر 2016، استحوذت شركة سيمنز على شركة إي دي إيه مينتور جرافيكس مقابل 4.5 مليار دولار.
في أبريل 2020، تم إنشاء شركة سيمنز للطاقة كشركة مستقلة في قسم الطاقة من مجموعة شركات سيمنز. من المتوقع أن يكون تداول أسهم شركة سيمنز للطاقة الجديدة في البورصة ممكنا اعتبارا من 28 سبتمبر فصاعدا.
في أغسطس 2020، أعلنت شركة سيمنز هيلثينيرس أنها تخطط للاستحواذ على شركة أنظمة فاريان الطبية الأمريكية لأجهزة السرطان والبرمجيات في صفقة لجميع الأسهم بقيمة 16.4 مليار دولار.

## المنتجات والخدمات والمساهمة
في نوفمبر 2017، اتهمت وزارة العدل الأمريكية ثلاثة موظفين صينيين في شركة قوانغتشو بو يو لتكنولوجيا المعلومات المحدودة بالتسلل إلى كيانات الشركات، بما في ذلك شركة سيمنز.
في ديسمبر 2017، استحوذت شركة سيمنز على شركة التكنولوجيا الطبية مقابل مبلغ لم يتم الكشف عنه.
في أغسطس 2018، استحوذت شركة سيمنز على شركة مينديكس لتطوير التطبيقات السريعة مقابل 0.6 مليار يورو نقدا.
في مايو 2018، استحوذت شركة سيمنز على J2 Innovations مقابل مبلغ لم يتم الكشف عنه.
في سبتمبر 2019، وقعت شركتا سيمنز وأوراسكوم للإنشاءات اتفاقية مع الحكومة العراقية لإعادة بناء محطتين للطاقة، يعتقد أنهما يؤسسان الشركة لصفقات مستقبلية في البلاد.
في 2019 و2020، تم تحديد سيمنز كشركة هندسية رئيسية تدعم منجم فحم عداني كارمايك المثير للجدل في كوينزلاند بأستراليا.
تقدم شركة سيمنز مجموعة واسعة من المنتجات والخدمات المتعلقة بالهندسة الكهربائية والإلكترونيات. يمكن تقسيم منتجاتها على نطاق واسع إلى الفئات التالية
المنتجات المتعلقة بالمباني، محركات الأقراص والتشغيل الآلي، المنتجات ذات الصلة بالمنشآت الصناعية، المنتجات المتعلقة بالطاقة، إضاءة، منتجات طبية، المنتجات المتعلقة بالنقل واللوجستيات.
تشمل المنتجات المتعلقة بالمباني من شركة سيمنز معدات وأنظمة التشغيل الآلي للمباني، معدات وأنظمة عمليات البناء، معدات وأنظمة السلامة من الحرائق في المباني، معدات وأنظمة أمن المباني، والمفاتيح الكهربائية ذات الجهد المنخفض بما في ذلك حماية الدوائر ومنتجات التوزيع.
في صناعة الطاقة المتجددة، توفر الشركة مجموعة من المنتجات والخدمات للمساعدة في بناء وتشغيل شبكات صغيرة من أي حجم. يوفر توليد وتوزيع الطاقة الكهربائية بالإضافة إلى المراقبة والتحكم في الشبكات الصغيرة. باستخدام الطاقة المتجددة في المقام الأول تقلل الشبكات الصغيرة من انبعاثات ثاني أكسيد الكربون، هو الأمر الذي غالبا ما تتطلبه اللوائح الحكومية. لقد زودت شركة اينيل برودوزيوني سبا بمنتج تخزين مستدام وشبكة ميكروية لجزيرة فينتوتين في إيطاليا.
تنتج شركة سيمنز اوسرام الفرعية منتجات الإضاءة بما في ذلك المصابيح المتوهجة، والهالوجين، والفلوريات المدمجة، والفلورية، والتفريغ عالي الكثافة ومصابيح زينون، مصادر ضوء أشباه الوصلات الضوئية الإلكترونية مثل الثنائيات الباعثة للضوء، مصابيح LED العضوية، ثنائيات الليزر عالية الطاقة، وأنظمة LED، ومصابيح LED، المعدات الإلكترونية بما في ذلك الكوابح الإلكترونية، أنظمة التحكم في الإضاءة وإدارتها، مكونات الدقة ذات الصلة.
تشمل المنتجات المرتبطة بمحركات سيمنز والتشغيل الآلي والمنتجات ذات الصلة بالمنشآت الصناعية المحركات ومحركات السيور الناقلة، مضخات وضواغط المحركات الثقيلة والمحركات لمصانع الصلب المتداولة، ضواغط لأنابيب النفط والغاز، المكونات الميكانيكية بما في ذلك التروس لتوربينات الرياح وطواحين الأسمنت، معدات وأنظمة التشغيل الآلي وضوابط آلات الإنتاج والأدوات الآلية، مصنع لمعالجة المياه ومعالجة المواد الخام.
تشمل المنتجات المتعلقة بالطاقة لشركة سيمنز توربينات الغاز والبخار، مولدات كهرباء، ضواغط. توربينات الرياح البرية والبحرية، منتجات نقل الجهد العالي لمحولات الكهرباء، منتجات وأنظمة تحويل الجهد العالي، أنظمة نقل التيار المتردد والمباشر، مكونات وأنظمة الجهد المتوسط، ومنتجات التشغيل الآلي والطاقة.

## عمليات
تم تأسيس شركة سيمنز في ألمانيا ومقرها الرئيسي في ميونيخ. لدى شركة سيمنز مراكز عمليات في حوالي 190 دولة وحوالي 285 منشأة إنتاج وتصنيع. كان لدى شركة سيمنز حوالي 360 ألف موظف حتى 30 سبتمبر 2011.
تعد الكهرباء والتشغيل الألي والرقمنة مجالات النمو طويلة الأجل لشركة سيمنز. يتم تجميع أعمالها في هذه المجالات في تسعة أقسام، في حين أن الرعاية الصحية كعمل مدار بشكل منفصل.
- الطاقة والغاز.
- سيمنز جاميسا للطاقة المتجددة.
- خدمات توليد الطاقة.
- إدارة الطاقة.
- تقنيات البناء.
- إمكانية التنقل.
- الصناعات العملية والمحركات.
- الخدمات المالية.
- سيمنز هيلثاينرز.
- نظام التشغيل الآلي والقيادة لمصانع الصلب.
- مصنع رقمي للبرمجيات.

تشمل منتجات سيمنز الطبية أنظمة تكنولوجيا المعلومات السريرية، أجهزة السمع معدات التشخيص في المختبر، معدات التصوير بما في ذلك تصوير الأوعية، التصوير المقطعي، التنظير الفلوري، الرنين المغناطيسي، التصوير الشعاعي للثدي، التصوير الجزيئي بالموجات فوق الصوتية، معدات الأشعة السينية، معدات علاج الأورام بالإشعاع والجزيئات. اعتبارا من عام 2015، أنهت شركة سيمنز بيع أعمالها الخاصة بأجهزة السمع إلى شركة سيفانتوس.
تشمل المنتجات المتعلقة بالنقل واللوجستيات الخاصة بشركة سيمنز معدات وأنظمة النقل بالسكك الحديدية بما في ذلك مركبات السكك الحديدية للنقل الجماعي، النقل الإقليمي، القطارات، معدات وأنظمة كهرباء السكك الحديدية، أنظمة التحكم المركزية، أجهزة التحكم الآلي في القطارات، معدات وأنظمة المرور على الطرق بما في ذلك الكشف عن حركة المرور والمعلومات والإرشاد، معدات وأنظمة لوجستية المطار بما في ذلك تتبع الشحنات ومناولة الأمتعة، معدات وأنظمة التشغيل الآلي البريدي بما في ذلك فرز طرود الرسائل.

## البحث والتطوير
في عام 2011، استثمرت شركة سيمنز 3.925 مليار يورو في البحث والتطوير، أي ما يعادل 5.3% من الإيرادات. اعتبارا من 30 سبتمبر 2011، كان لدى شركة سيمنز ما يقرب من 11,800 موظف في ألمانيا يشاركون في البحث والتطوير وحوالي 16,000 في بقية العالم، كان معظمهم في النمسا، الصين، كرواتيا، الدنمارك، فرنسا، الهند، اليابان، المكسيك، هولندا، روسيا، سلوفاكيا، السويد، سويسرا، المملكة المتحدة والولايات المتحدة. كما حصلت شركة سيمنز على حوالي 53,300 براءة اختراع في جميع أنحاء العالم. شكلت شركة سيمنز تحالفا استراتيجيا مع جامعة دارمشتات للتكنولوجيا.

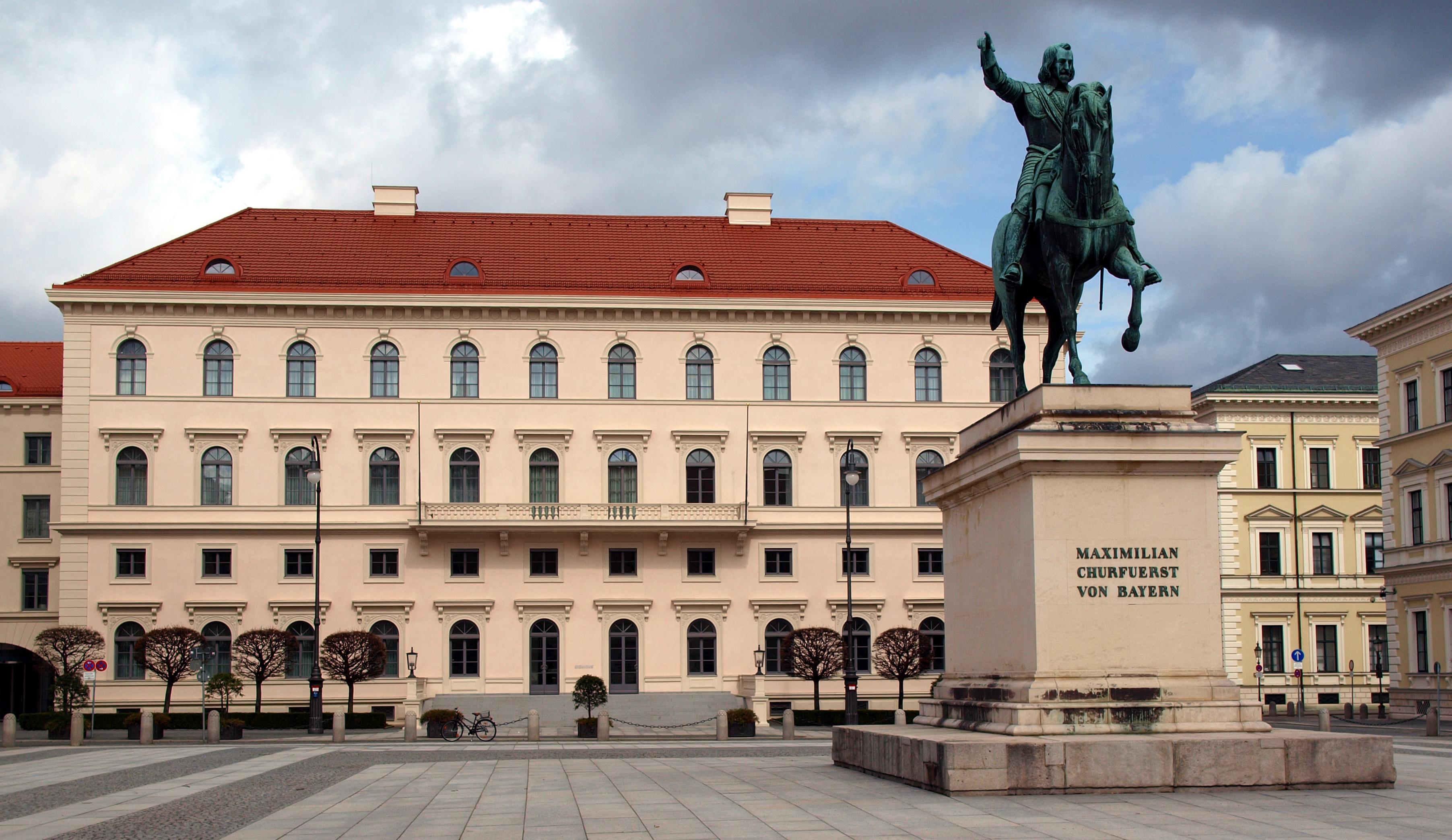
المقر الرئيسي لشركة سيمنز في ميونخ، ألمانيا (صورة من الأمام)
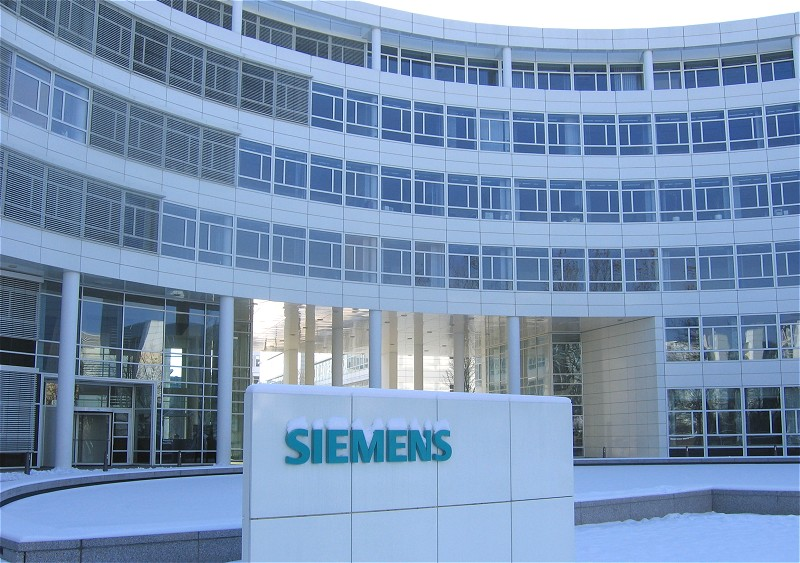
مبنى مكاتب سيمنز في ميونيخ- جيزينج
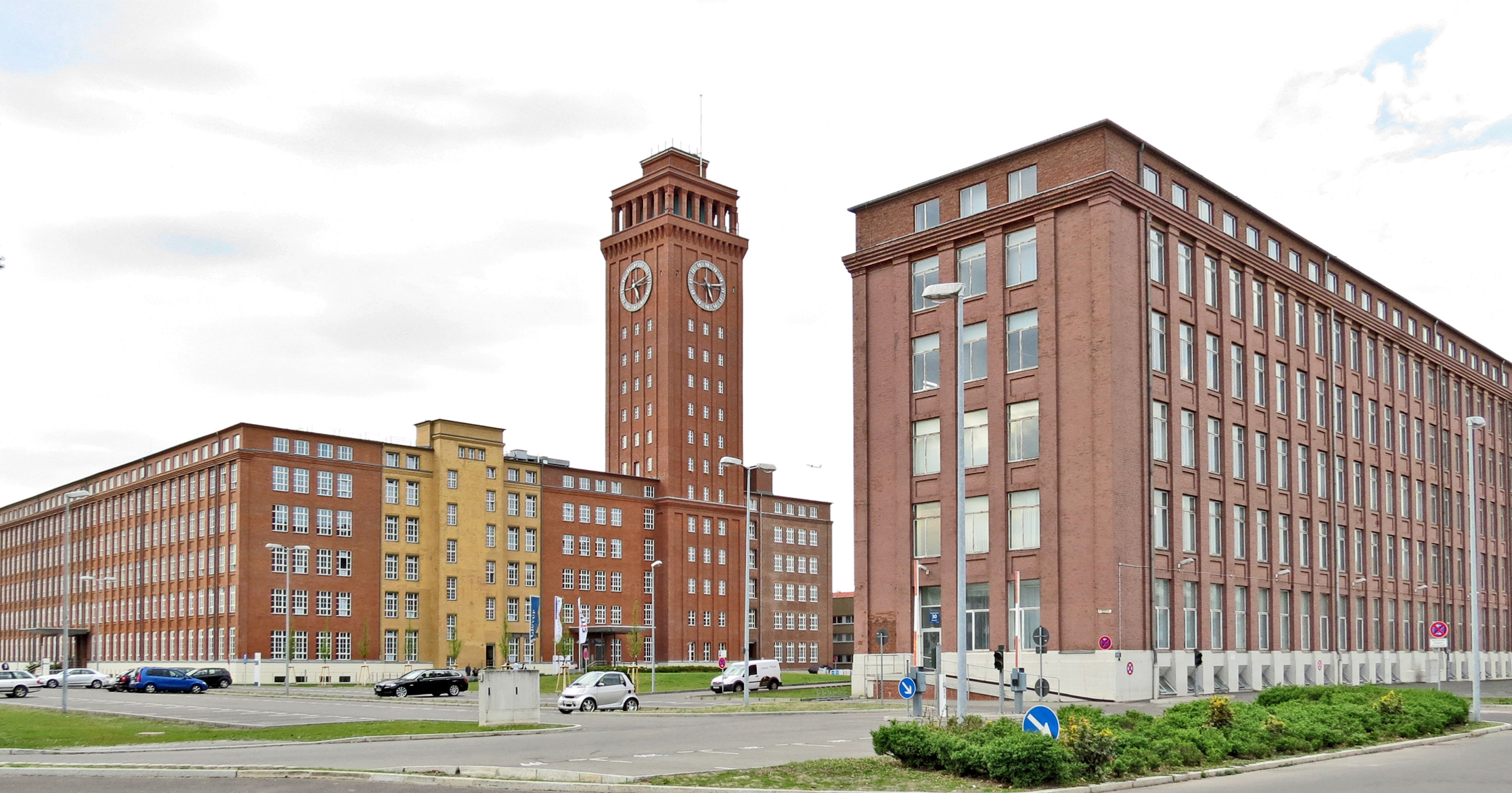
برج سيمنز في برلين
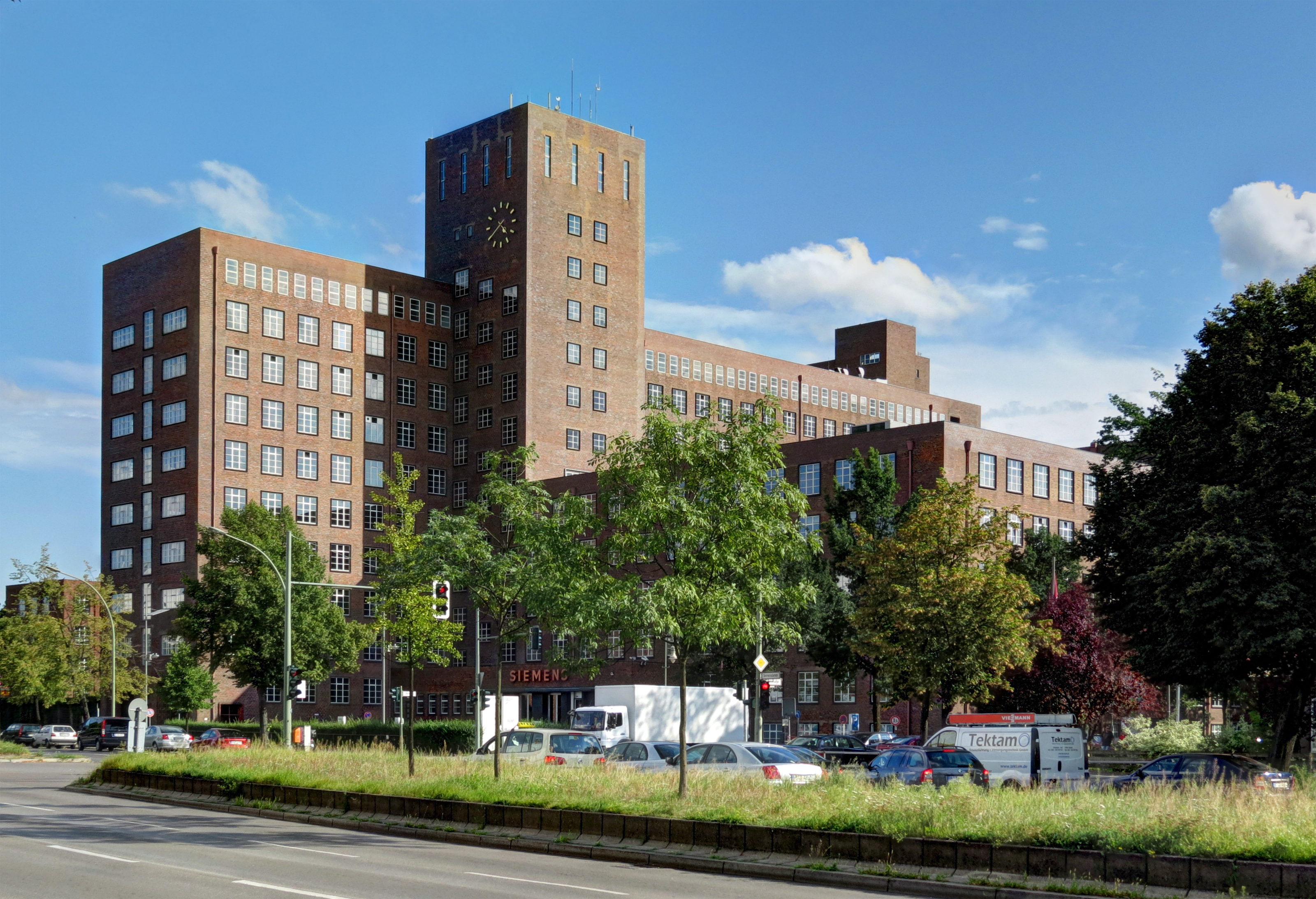
مصنع ويرنر في برلين سيمنزشتات
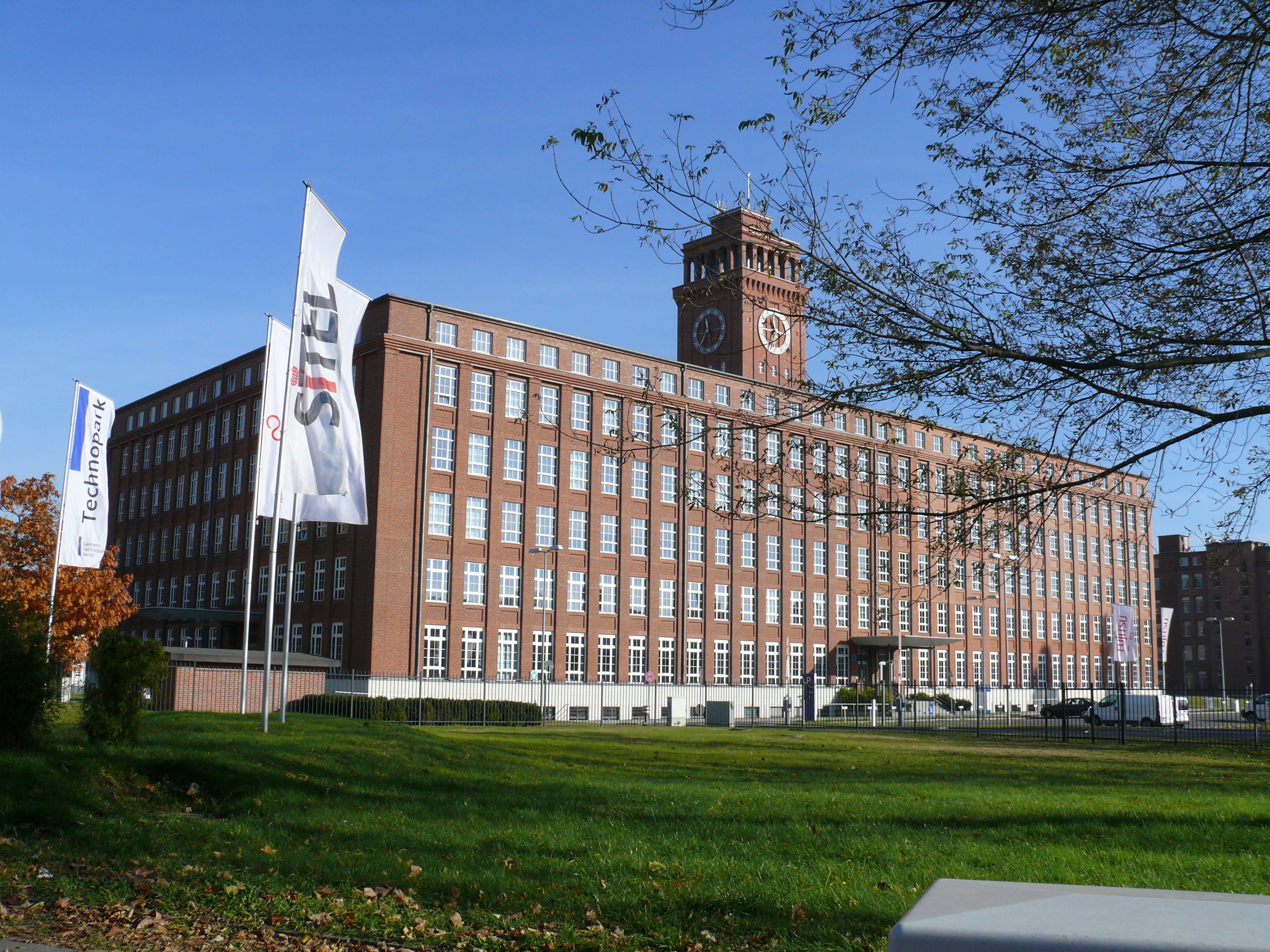
مصنع ويرنر الثاني في برلين سيمنزشتات
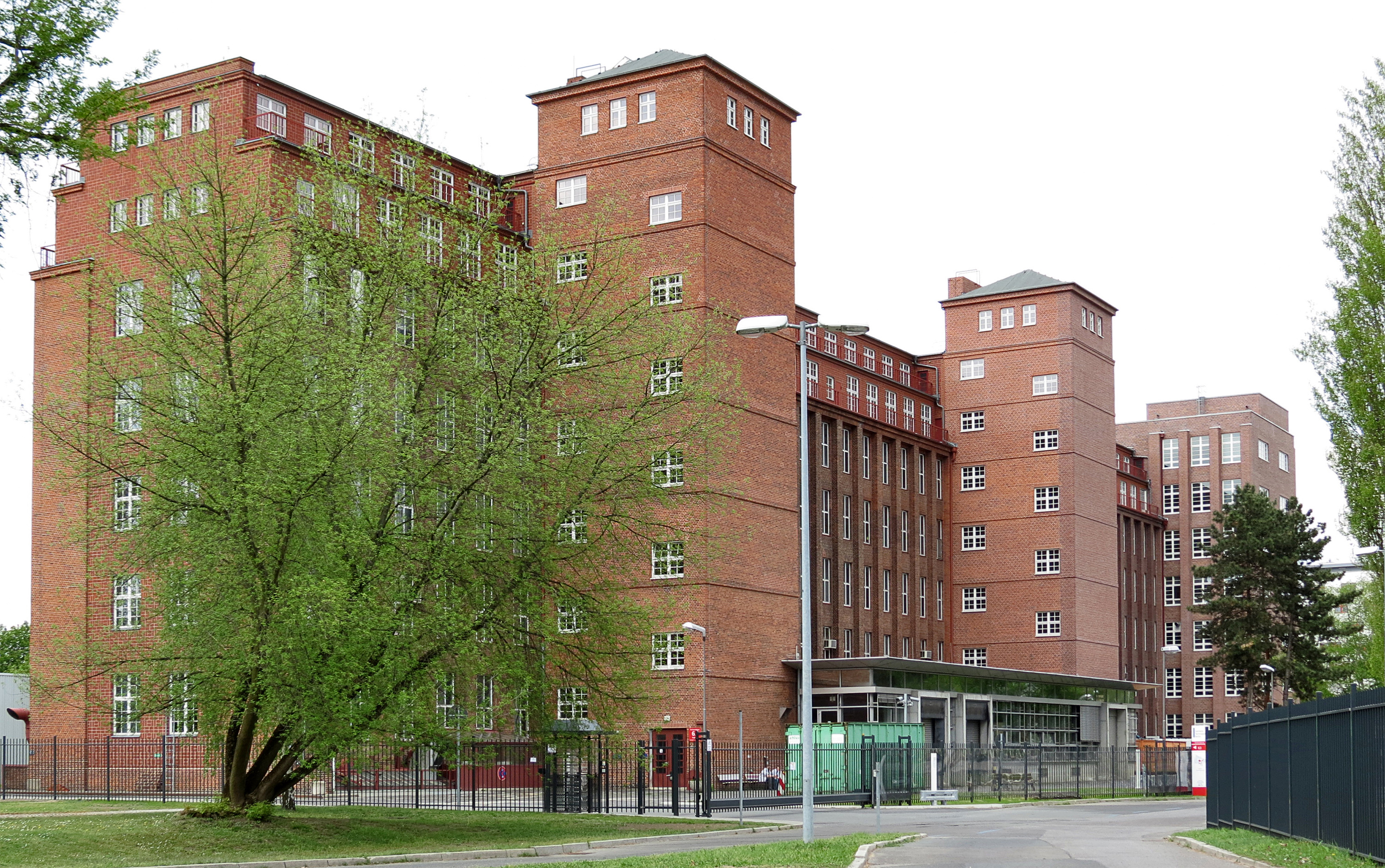
مصنع ويرنر الخامس عشر في برلين سيمنزشتات
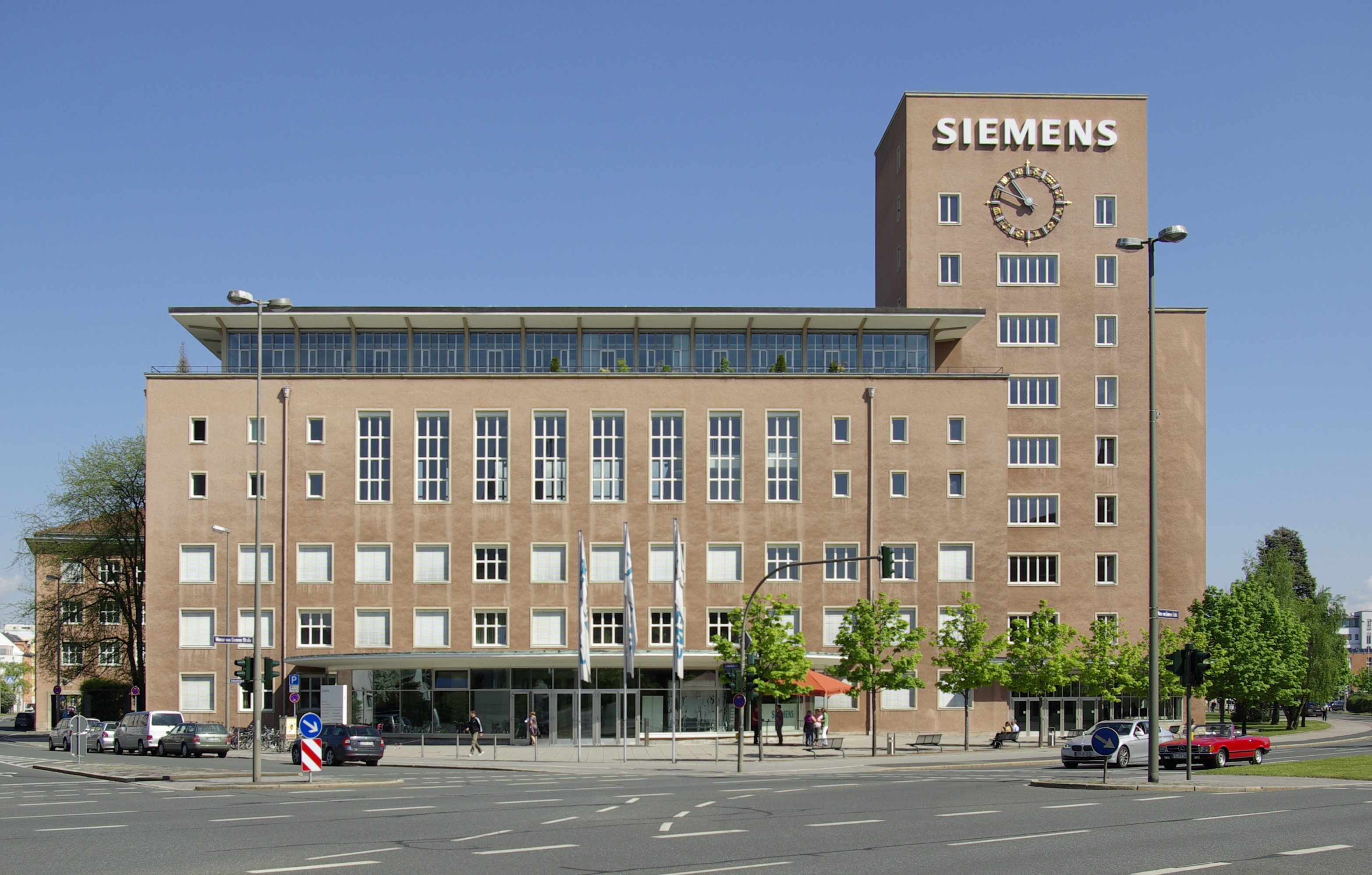
مبنى سينمز في إرلنغن
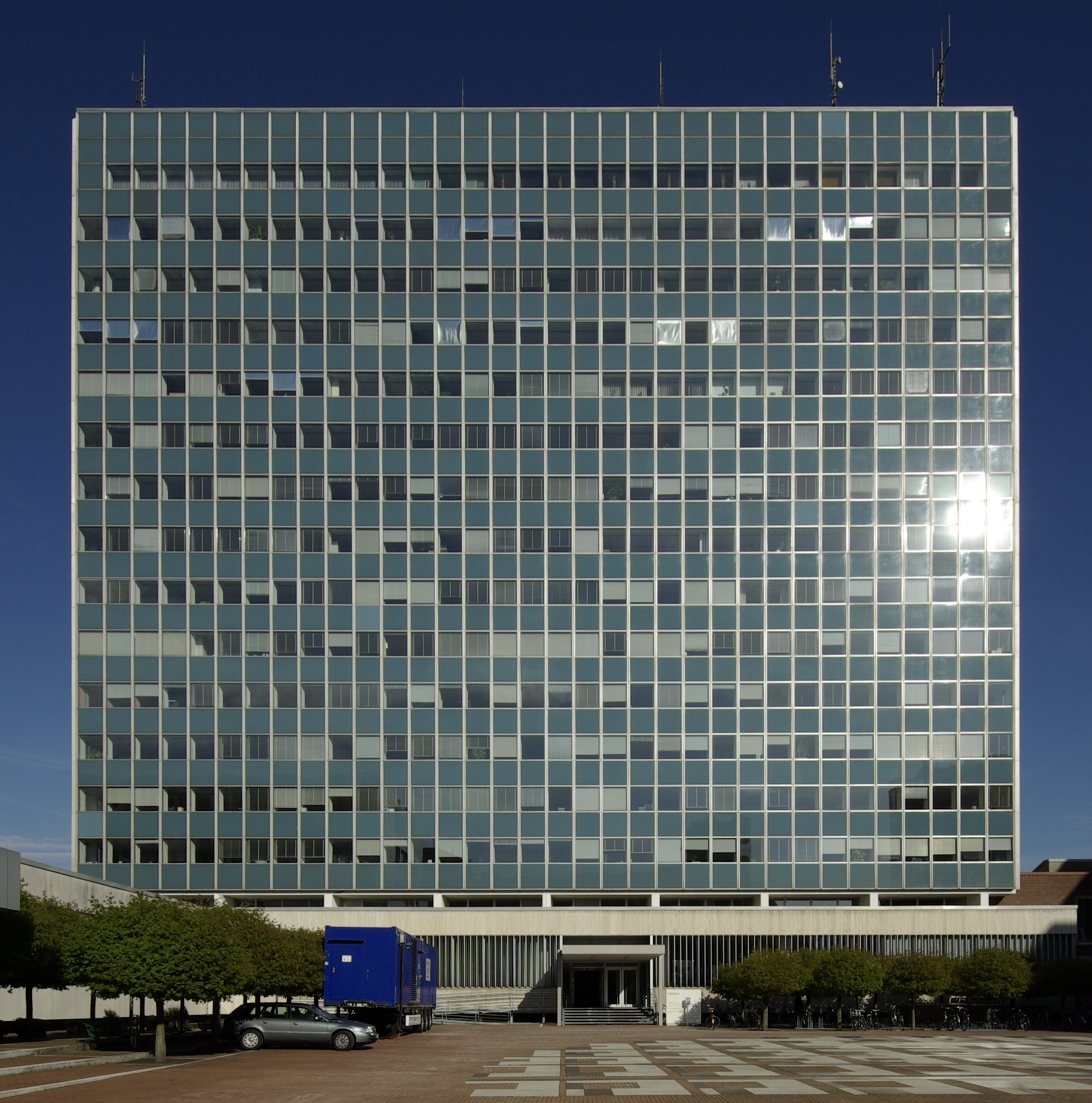
مبنى سينمز في إرلنغن
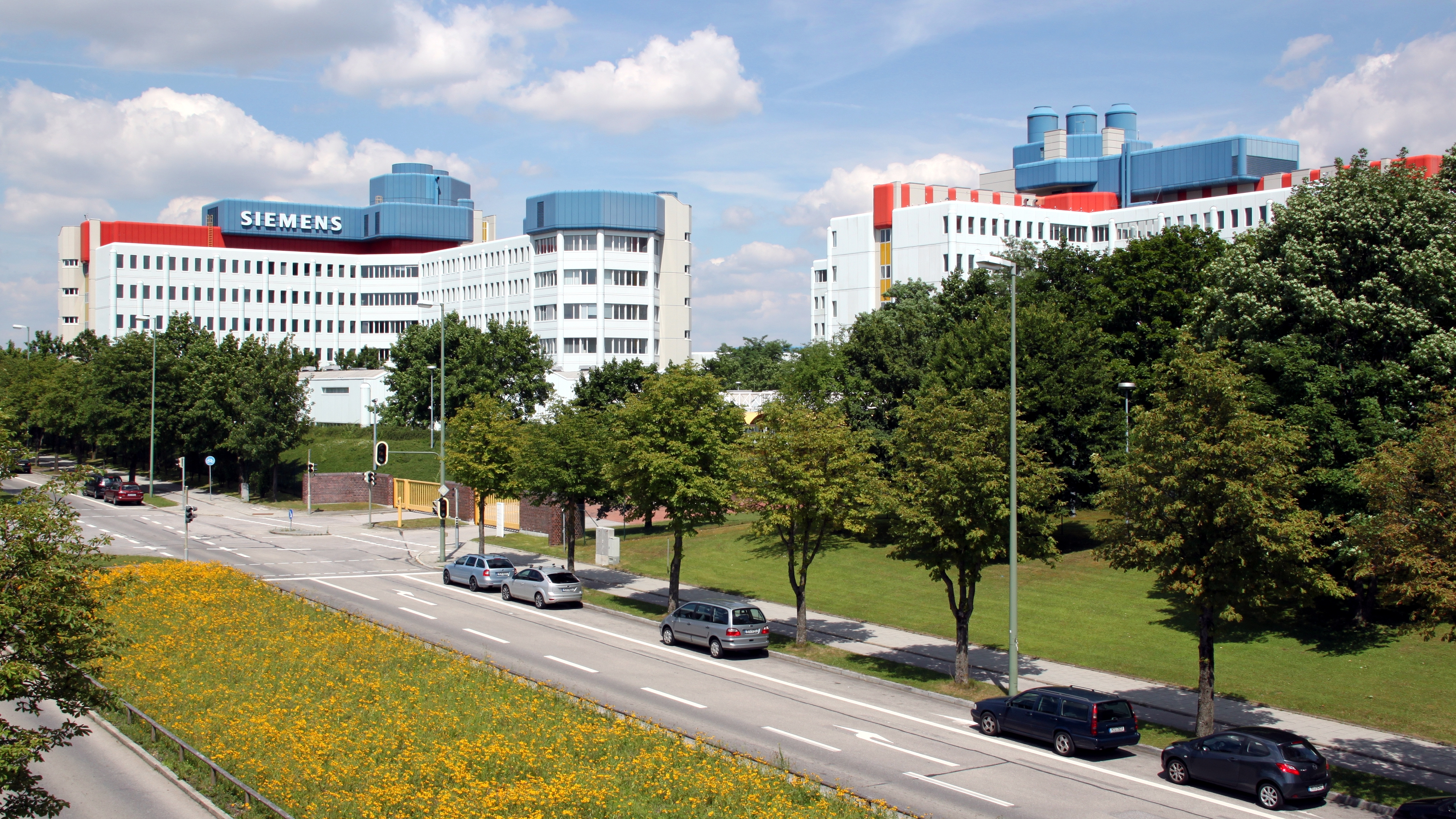
موقع شركة سيمنز في ميونخ - بيرلاخ
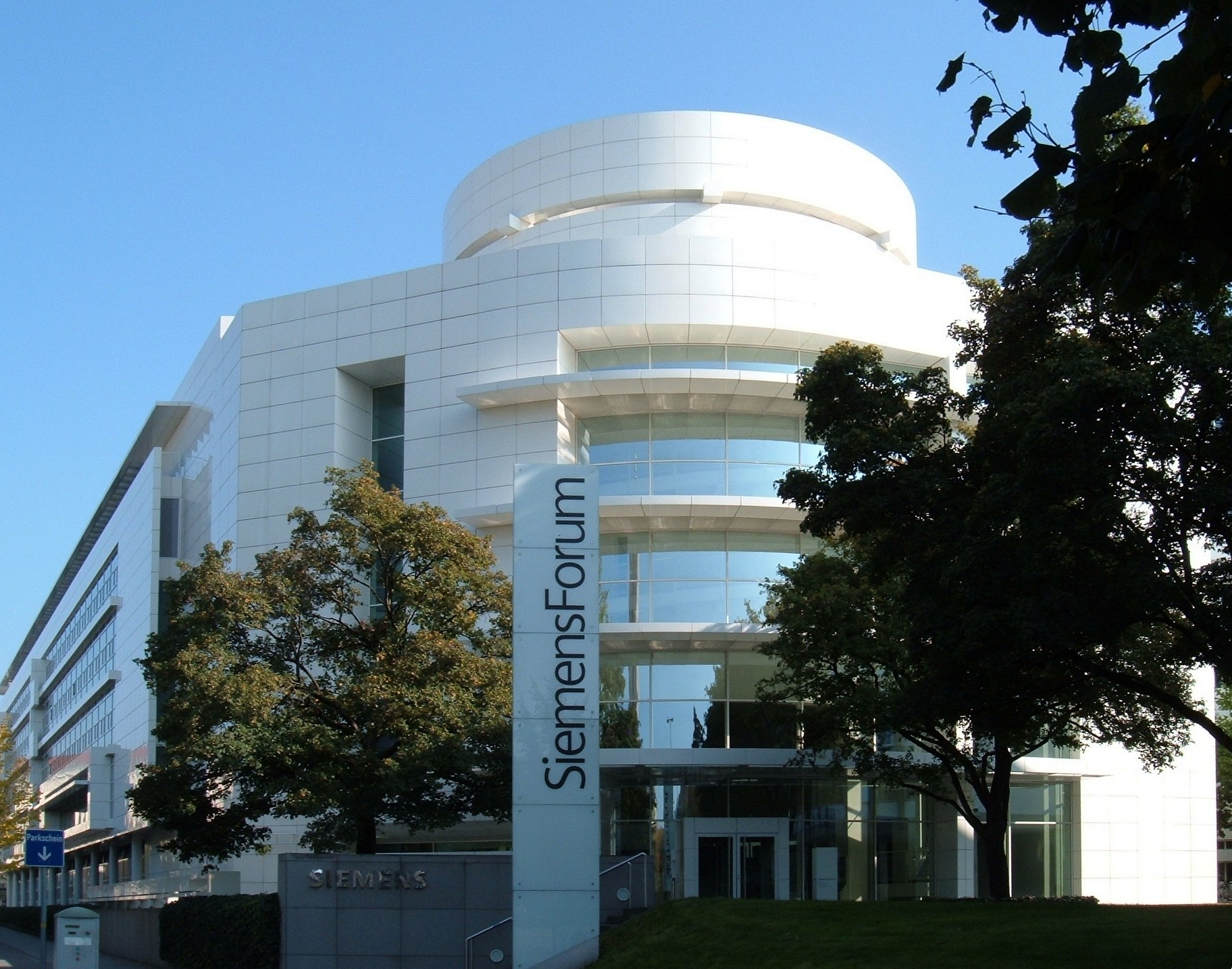
منتدى سيمنز في ميونيخ
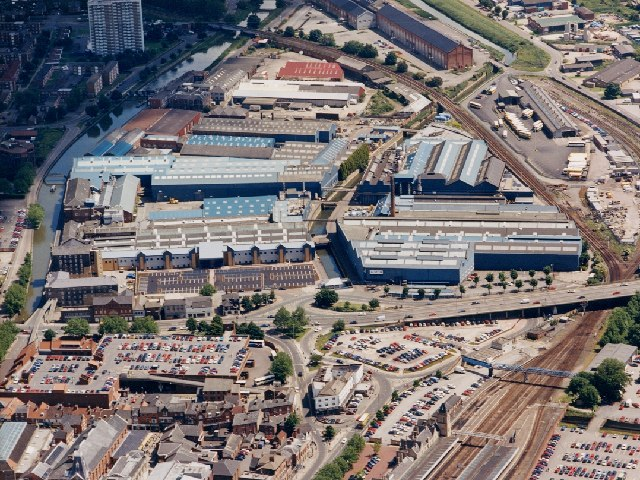
مصنع سيمنز لتوربينات الغاز، في مدينة لينكولن، إنجلترا

## المشاريع المشتركة

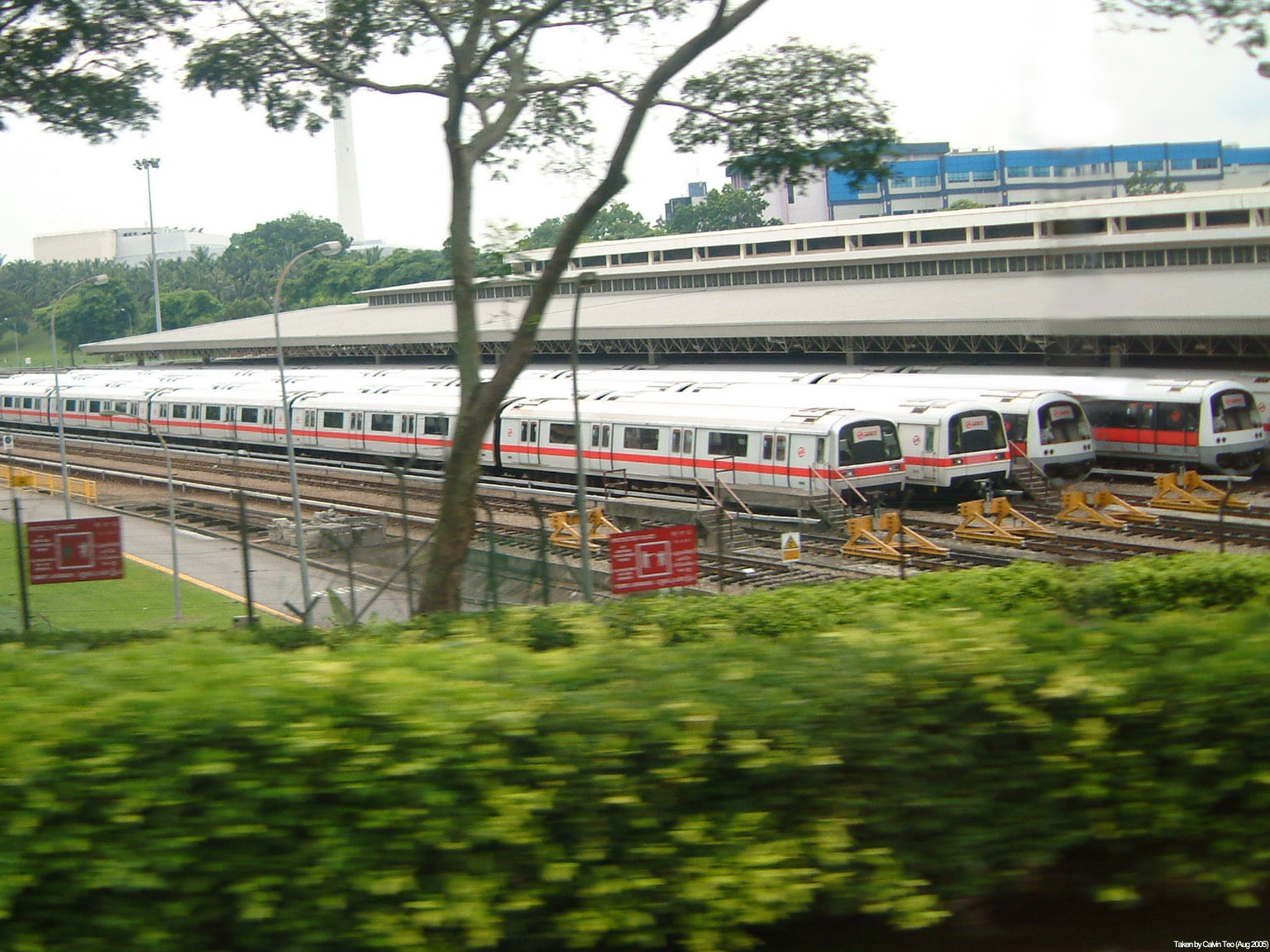
قطارات سيمنز C651 لمترو الأنفاق في سنغافورة في مستودع أولو باندان

تشمل المشاريع المشتركة الحالية لشركة سيمنز
- شركة سيمنز لمعدات الجر المحدودة، في تشوتشو بالصين، هي مشروع مشترك بين سيمنز وشركة تايمز الكتريك وشركة القاطرة الكهربائية، ينتج المشروع محرك كهربائي AC القاطرات ومكونات الجر قاطرة التيار المتردد.[175]
- شركة سيلكار مشروعا مشتركا بين سيمنز وخدمات ثيس حتى عام 2013. سيلكار هي مؤسسة أسترالية يعمل بها 3000 شخص توفر الإنتاجية والموثوقية لأصول المصنع الكبيرة والمعقدة تقنيا. تشمل الخدمات إدارة الأصول والتصميم والتشييد والعمليات والصيانة. تعمل سيلكار عبر مجموعة من الصناعات والخدمات الأساسية بما في ذلك توليد الطاقة وتوزيع الكهرباء والتصنيع والتعدين والاتصالات. في يوليو 2013، تولت ثيس السيطرة الكاملة.[176][177][178]
- بريميتلز للتقنيات، هي مشروع مشترك بين شركة سيمنز لتقنيات المعادن وميتسوبيشي هيتاشي لماكينات المعادن، تأسست عام 2015.
- مجموعة أومنيتريك، إحدى شركات سيمنز وأكسنتشر التي تأسست في عام 2014.[179]

## المالية
بالنسبة للسنة المالية 2017، أعلنت شركة سيمنز عن أرباح بلغت 6.046 مليار يورو، بإيرادات سنوية قدرها 83.049 مليار يورو، بزيادة قدرها 4.3 في المئة عن الدورة المالية السابقة. تم تداول أسهم سيمنز بأكثر من 58 دولارا أمريكيا للسهم الواحد، بلغت قيمتها السوقية 95.3 مليار دولار أمريكي في نوفمبر 2018. في نوفمبر عام 2019، حققت الشركة أرباحا أعلى من المتوقع في الربع الأخير من من العام، حيث بلغ إجمالي الأرباح المعدلة قبل الفوائد والضرائب والإطفاء 2.64 مليار يورو، لكنها حذرت من التباطؤ، خاصة في قطاع السيارات العام المقبل.
| عام  | الإيرادات بالمليار يورو | صافي الدخل بالمليار يورو | إجمالي الأصول بالمليار يورو | عدد الموظفين |
| ---- | ----------------------- | ------------------------ | --------------------------- | ------------ |
| 2013 | 75.882                  | 4.284                    | 101.936                     | 362,000      |
| 2014 | 71.920                  | 5.373                    | 104.879                     | 357,000      |
| 2015 | 75.636                  | 7.282                    | 120.348                     | 348,000      |
| 2016 | 79.644                  | 5.450                    | 125.717                     | 351,000      |
| 2017 | 83.049                  | 6.046                    | 133.804                     | 372,000      |
| 2018 | 83.044                  | 5.807                    | 138.915                     | 379,000      |
| 2019 | 86.849                  | 5.174                    | 150.248                     | 385,000      |

## المساهمون
أصدرت الشركة 881,000,000 سهم من الأسهم العادية. لا يزال أكبر مساهم منفرد هو المساهم المؤسس، هو عائلة سيمنز، بحصة 6.9%. 62% مملوكة لمديري الأصول المؤسسية، أكبر قسمين من أكبر قسم لإدارة الأصول في العالم ببلاكروك. يعتبر 83.97% من الأسهم مطروحة للتداول العام، بما في ذلك المستثمرين الاستراتيجيين مثل دولة قطر بنسبة 3.04%، صندوق التقاعد الحكومي النرويجي بنسبة 2.5%، وشركة سيمنز نفسها بنسبة 3.04%. يملك مستثمرون من القطاع الخاص نسبة 19%، يملك مستثمرون غير معروفين 13%. يمتلك للمستثمرين الألمان نسبة 13%، يمتلك للمستثمرين الأمريكيين نسبة 21%، تليها المملكة المتحدة تمتلك نسبة 11%، فرنسا 8%، سويسرا 8% وعدد من الشركات الأخرى 26%.

## الإدارة العليا
رؤساء مجلس إدارة شركة سيمنز شوكيرت ويرك 1903 إلى 1966.
- ألفريد برلينر من 1903 إلى 1912.
- كارل فريدريش فون سيمنز من 1912 إلى 1919.
- أوتو هاينريش من 1919 إلى 1920.
- كارل كوتغن من 1920 إلى 1939.
- رودولف بينجل من 1939 إلى 1945.
- ولف ديتريش فون ويتسلبين من 1945 إلى 1949.
- غونتر شاروفسكي من 1949 إلى 1951.
- فريدريش باور من 1951 إلى 1962.
- برنارد بليتنر من 1962 إلى 1966.

رؤساء مجلس الإشراف لشركة سيمنز هالسك وشركة سيمنز وشوكيرت ويرك من 1918 إلى 1966.
- فيلهلم فون سيمنز من 1918 إلى 1919.
- كارل فريدريش فون سيمنز من 1919 إلى 1941.
- هيرمان فون سيمنز من 1941 إلى 1946.
- فريدريش كارل سيمنز من 1946 إلى 1948.
- هيرمان فون سيمنز من 1948 إلى 1956.
- إرنست فون سيمنز من 1956 إلى 1966.

- فيلهلم فون سيمنز
- كارل فريدريش فون سيمنز

رؤساء مجلس إدارة شركة سيمنز من 1966 حتى الآن.
- هانز كيرشباوم، دولف لوهسي، برنارد بليتنر، من 1966 إلى 1967.
- إروين هاتشمان، برنارد بليتنر، جيرد تاك من 1967 إلى 1968.
- جيرد تاك من 1968 إلى 1971.
- برنارد بليتنر من 1971 إلى 1981.
- كارلهاينز كاسكي من1981 إلى 1992.
- هاينريش فون بيرير من 1992 إلى 2005.
- كلاوس كلاينفيلد من 2005 إلى 2007.
- بيتر لوشر من 2007 إلى 2013.
- جو كايسر من 2013 إلى الوقت الحاضر.

رؤساء مجلس الإشراف على شركة سيمنز من 1966 حتى الآن.
- إرنست فون سيمنز من 1966 إلى 1971.
- بيتر فون سيمنز من 1971 إلى 1981.
- برنارد بليتنر من 1981 إلى 1988.
- هيريبالد نارجر من 1988 إلى 1993.
- هيرمان فرانز من 1993 إلى 1998.
- كارل هيرمان بومان من 1998 إلى 2005.
- هاينريش فون بيرير من 2005 إلى 2007.
- غيرهارد كروم من 2007 إلى 2018.
- جيم هاجمان سناب من 2018 إلى الوقت الحاضر.

- هاينريش فون بيرير
- كلاوس كلاينفيلد
- بيتر لوشر

مجلس الإدارة الحالي.
- جو كايسر الرئيس التنفيذي من 2013 حتى الآن.
- أندرياس ويجمان المدير المالي من 2005 إلى 2013.
- رولاند بوش نائب الرئيس التنفيذي، رئيس قسم الموارد البشرية، رئيس الموارد البشرية وعضو مجلس الإدارة.
- رالف بي توماس المدير المالي.
- كلاوس هيلمريتش الرئيس التنفيذي للصناعات الرقمية.
- سيدريك نايكي الرئيس التنفيذي للبنية التحتية الذكية.
- مايكل سين الرئيس التنفيذي المشارك للغاز والطاقة.

## وصلات خارجية
- الموقع الرسمي
- مؤسسة سيمنز
- سيمنز تفوز بعقد لتوربينات الرياح بقدرة 1800 ميجاوات
- معهد سيمنز التاريخي
- وثائق ومقتطفات حول شركة سيمنز في أرشيف مطبعة القرن العشرين